# Pavie
Pour l’article homonyme, voir Pavie (Gers) pour la commune française et Bataille de Pavie pour les différentes batailles et sièges. Pour les autres articles homonymes, voir Pavie (homonymie) et Pavia (homonymie).
Pavie (Pavia en italien) est une ville de la province du même nom en Lombardie (Italie). La ville trouve ses origines au temps des tribus gauloises ; plus tard, elle devint un municipium romain sous le nom de Ticinum. Au Moyen Âge, elle fut (avec Ravenne et Vérone) l'un des sièges royaux du royaume Ostrogoth, elle fut capitale pendant deux siècles du Royaume lombard puis, de 774 à 1024, capitale du royaume d'Italie, tandis que de 1365 à 1413, elle a accueilli le tribunal Visconti et depuis 1361, elle est le siège d'une université.
La ville est aussi le chef-lieu d'une province vouée avant tout à l'agriculture, notamment à la viticulture, à la riziculture et à la céréaliculture, alors que le poids du secteur industriel est beaucoup plus contenu. Pavie est insérée dans le Parc naturel lombard de la vallée du Tessin (inscrit en 2022 par l’UNESCO dans la Réserve mondiale de biosphère) et à l'intérieur des limites municipales, il y a des bois (Bosco Negri et Bosco Grande) témoins de la grande forêt de plaine qui couvrait autrefois la Plaine du Pô.
Pavie est située sur deux itinéraires culturels européens la Via Francigena et les chemins de Martin de Tours.

## Nom
Pavie est nommée Pavia en italien et en lombard. À partir du VIe siècle, la ville est nommée Papia, un dérivé peut-être du nom d'une gens romaine, même si l'origine du toponyme Papia reste encore inconnue aujourd'hui.
À l'époque romaine, Pavie porte le nom de Ticinum, dérivant du nom de la rivière Tessin (Ticino en italien) ; l'étymologie de ce dernier nom est incertaine. C'est l'une des rares municipes romaines d'Italie à avoir changé de nom au début du Moyen Âge.

## Géographie

### Situation
Pavie est située sur les rives du Tessin, à une dizaine de kilomètres en amont de son confluent avec le Pô. Milan, au nord, est distante de 35 km ; Gênes, au sud, de 120 km ; Turin, à l'ouest, de 150 km.
La ville est située dans la plaine du Pô, au nord-ouest de la péninsule italienne, dans le nord de la province de Pavie, elle-même dans le sud-ouest de la Lombardie.
La ville occupe une superficie de 62,86 km2 à l'ouest de la Lombardie, située le long de la soi-disant « ceinture de résurgence », où il y a la rencontre, dans le sous-sol, entre des couches géologiques de perméabilité différente, un aspect qui permet aux eaux profondes de resurgir à la surface.
Le centre historique vu du ciel. Vous pouvez observer le tracé urbain régulier avec une structure orthogonale datant du Ier siècle av. J.-C. Pavie se dresse au bord de la puissante plaine inondable qui s'étend entre le Tessin et l'Olona, à une courte distance de la confluence du Tessin avec le Pô. Ce plateau est profondément gravé par d'autres cours d'eau mineurs. Le plateau diluvial sur lequel repose Pavie apparaît gravé, en correspondance avec l'aire urbaine, par deux sillons profonds dus à l'action érosive de deux fleuves postglaciaires, représentés aujourd'hui par le Navigliaccio (qui coule dans le lit autrefois occupé par Calvenza) et par le Vernavole. Les deux vallées ont tendance à converger juste derrière le site de la ville, de sorte que la Pavie primitive se trouvait sur un tronc ou une souche de terrasse presque isolé et difficile d'accès, de forme presque triangulaire, qui avait le Tessin au sud, le Calvenza puis le Navigliaccio au nord-ouest et la Vernavola au nord-est. La ville s'étage à différentes altitude. Le point culminant est situé dans la zone du château Visconti, à environ 80 mètres, puis décline lentement. D'une altitude de 80 mètres, on passe à 77 mètres en 500 mètres environ. En aval de la Piazza Vittoria, là où se croisaient le cardo et le decumanus de la cité romaine, la pente s'accentue, jusqu'à atteindre un peu moins de 60 mètres d'altitude près du Ponte Coperto.

### Climat
Le climat de Pavie est typique de la moyenne plaine du Pô. Les hivers sont froids et humides, les étés sont chauds et parfois entrecoupés d'orages qui rafraichissent temporairement l'atmosphère. Le printemps et l'automne sont les périodes les plus pluvieuses.
Pavie bénéficie d'un climat continental humide avec d'importantes variations de température quotidiennes et annuelles. En hiver, le climat est rude et humide avec la formation de brouillard au sol due à la fois à la présence de nombreux canaux et canaux - et du fleuve Tessin - et à une mauvaise ventilation. Les épisodes neigeux qui surviennent lors de vagues de froid ou dus à la formation d'un coussin d'air froid et stagnant au sol (inversion thermique) ne sont pas rares. L'automne et le printemps sont les saisons les plus pluvieuses, tandis que l'été est chaud et lourd avec des orages fréquents et soudains qui refroidissent l'air rapidement - bien que pour une courte période.
La température maximale moyenne est enregistrée en juillet avec 29,8 °C, la plus basse en janvier avec −2,0 °C. Le mois le plus humide est octobre avec 88 mm de pluie ; celui moins juillet avec 48 mm. Les précipitations annuelles moyennes sont comprises entre 750 et 800 mm, réparties en moyenne sur 81 jours.
| Mois                                | jan. | fév. | mars | avril | mai  | juin | jui. | août | sep. | oct. | nov. | déc. | année |
| ----------------------------------- | ---- | ---- | ---- | ----- | ---- | ---- | ---- | ---- | ---- | ---- | ---- | ---- | ----- |
| Température minimale moyenne (°C)   | −2   | −0,4 | 3,4  | 7,1   | 11,4 | 15   | 17,1 | 16,5 | 13,5 | 8,7  | 3,6  | −0,3 | 7,8   |
| Température maximale moyenne (°C)   | 3,9  | 7,7  | 13,4 | 18,4  | 23,3 | 27,2 | 29,8 | 28,6 | 24,6 | 17,6 | 10   | 4,9  | 17,5  |
| Précipitations (mm)                 | 57   | 56   | 69   | 74    | 74   | 60   | 48   | 52   | 59   | 88   | 81   | 64   | 782   |
| Nombre de jours avec précipitations | 7    | 7    | 8    | 8     | 8    | 6    | 5    | 5    | 5    | 7    | 8    | 7    | 81    |

### Hameaux
L'actuelle commune de Pavie s'est formée au cours des siècles grâce à la combinaison de plusieurs communes. En 1883, la commune de Corpi Santi di Pavie, qui regroupait les fermes et les faubourgs de la ville juste à l'extérieur des murs d'enceinte, est intégrée à Pavie. Les domaines qui ne sont pas à proximité du centre appartenaient à trois entités administratives : le Parco Visconteo, la Campagna Sottana et la Campagna Soprana. Pavie comprend les hameaux suivants : Albertario, Ca' della Terra, Cantone Tre Miglia, Cassinino, Cittadella, Fossarmato, Mirabello, Montebellino, Pantaleona, Prado et Villalunga.

### Communes limitrophes
Pavie est limitrophe des communes de Borgarello, Carbonara al Ticino, Certosa di Pavia, Cura Carpignano, Marcignago, San Genesio ed Uniti, San Martino Siccomario, Sant'Alessio con Vialone, Torre d'Isola, Travacò Siccomario et Valle Salimbene.

## Emblèmes et symboles de Pavie

### Emblème de la ville
Les symboles de Pavie sont les armoiries, la bannière et le sceau, comme indiqué dans le statut municipal. La bannière utilisée par la ville moderne de Pavie reproduit fidèlement celle utilisée par la municipalité de Pavie au moins depuis le XIIIe siècle: une bannière rouge avec une croix blanche de Saint-Jean-Baptiste. Ce symbole, probablement dérivé du blutfahne, le drapeau original du souverain du Saint Empire romain germanique, avait une signification politique claire: souligner l'appartenance de Pavie à la faction gibeline. Les armoiries de la municipalité représentent également la croix de Saint-Jean-Baptiste qui, à partir de la fin du XVIe siècle, a commencé à être représentée sous une forme ovale et dans un cadre riche, au-dessus duquel se trouve un masque avec une couronne comtale et souvent flanquée de deux anges tenant l'écu et les lettres CO-PP (Comunitas Papie).

### Autres symboles de Pavie

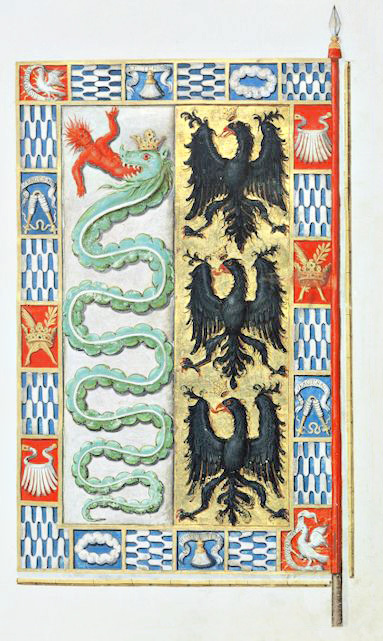
Bannière du comté de Pavie à l'époque de Maximilien Sforza.

En 1396, l'empereur Venceslas de Luxembourg accorda à Jean Galéas Visconti un diplôme avec lequel le système de succession au trône du duché de Milan était réglementé sur la base de la primogéniture masculine et Pavie était élevée au rang de comté. À partir de cette date, l'héritier du trône ducal reçut le titre de comte de Pavie (plus tard élevé par l'empereur Maximilien en 1499 à celui de prince). Depuis lors, les armoiries municipales d'origine ont commencé à être flanquées de celles du comté, qui ont été divisées en deux parties avec le serpent Visconti entrant dans un champ blanc sur le côté gauche, tandis que dans celui de gauche se détachaient trois aigles noirs sur un champ jaune.
Le sceau de la municipalité représente le Regisole, une ancienne statue équestre en bronze de l'Antiquité tardive placée à l'origine à l'intérieur du palais royal et, probablement au XIe siècle, placée sur la place de la cathédrale. La statue fut abattue par les Jacobins en 1796.

## Histoire

Photo aérienne du centre historique de Pavie, vous pouvez voir le tracé urbain de l'époque romaine.

### Origines
La première colonie dans la région de Pavie est due aux anciennes populations de la Gaule transpadane, peut-être les Laevi, les Marici ou les Insubres, qui ont créé la colonie primitive dans la région où Bellovesos a vaincu les Étrusques vers 600 av.

### Pavie romaine

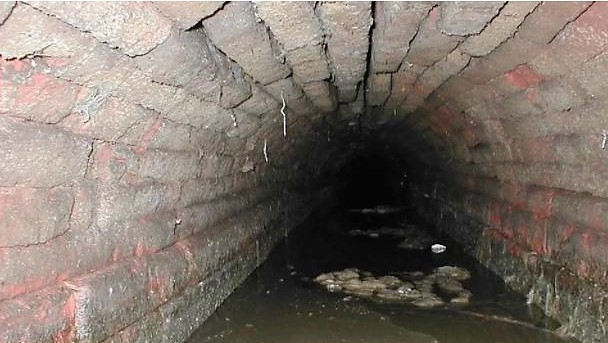
L'un des tronçons de l'égout romain présent dans le sous-sol du centre historique de la ville.

La date de fondation de Pavie n'est pas connue mais date probablement de l'époque romaine ; elle porte d'abord le nom de son fleuve, Ticinum. Camp militaire, la ville prend de l'importance en 187 av. J.-C. lorsqu'elle est atteinte par une prolongation de la Via Aemilia. Peu de choses sont connues sur Ticinum : il s'agit d'un municipium, un arc de triomphe y est érigé en l'honneur d'Auguste et devient un atelier monétaire romain aux IIIe et IVe siècles. Cornélius Népos y naît probablement. Le centre historique de Pavie, un quadrilatère d'un km2, possède la structure typique dérivée d'un camp romain avec ses deux axes perpendiculaire, le cardo et le decumanus et conserve encore une grande partie de l'égout romain (qui a continué à fonctionner jusqu'au XXe siècle) sous les rues du centre historique.
En 271 a eu lieu la première des batailles impliquant la ville ou ses environs immédiats (bataille de Pavie). L'empereur romain Aurélien a définitivement vaincu les Alamans qui, après une série de victoires, fuyaient le long de la Via Aemilia après la défaite subie à la bataille de Fano. La victoire d'Aurélien a été totale, avec toute l'armée alémanique détruite et le butin de leurs raids récupéré.
Pavie était le point d'arrivée d'une importante voie romaine venant de la Gaule et, grâce au port sur le Tessin, c'était une plaque tournante fondamentale des communications fluviales entre l'Adriatique et le lac Majeur. La ville, autrefois le site d'importants quartiers militaires, au IVe siècle apr. J.-C. il a pris de l'importance et est également devenu le siège d'une fabrique d'arcs appartenant à l'État.

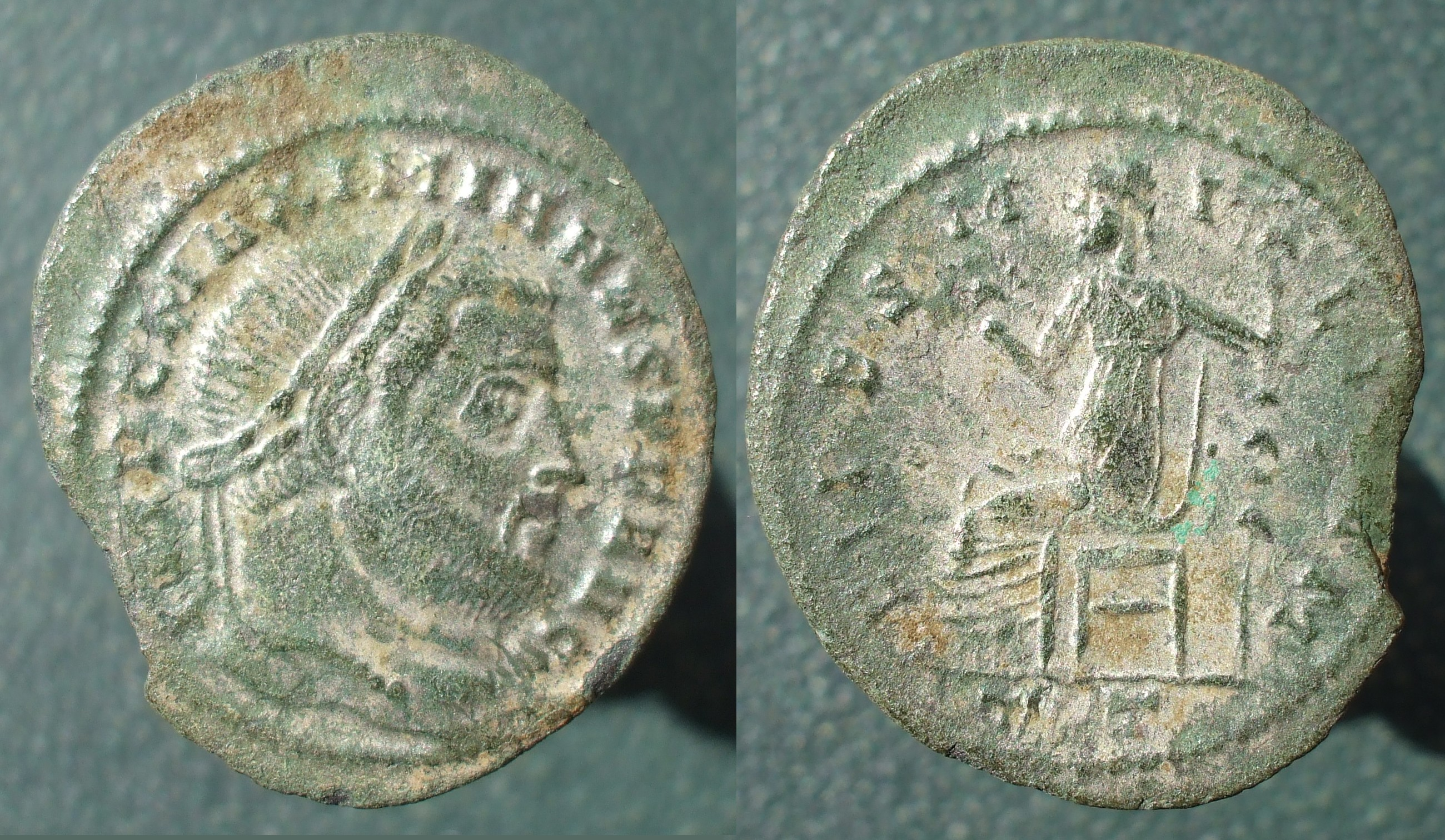
nummus de Maximien Galère frappé à Ticinum.

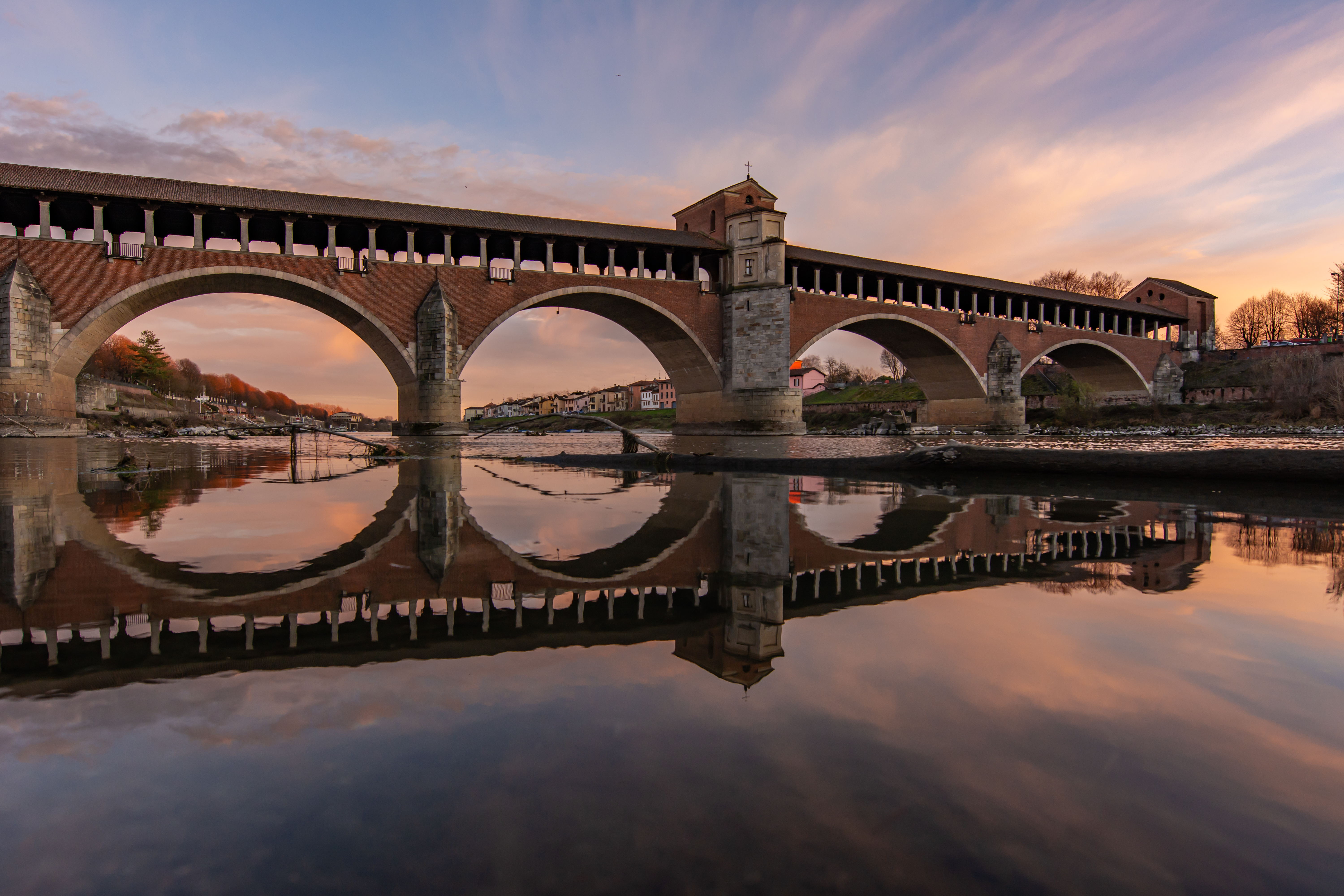
Ponte Coperto.

L'antique Ticinum accueille un atelier monétaire (très actif sous la Tétrarchie) jusqu'en 326, date à laquelle il est transféré dans la nouvelle capitale Constantinople. Toujours au IVe siècle après J.-C. Le christianisme a commencé à s'affirmer (selon la tradition grâce à la prédication de Saint Syrus), et les premières églises ont été construites.
Également dans la ville a grandi Saint Martin de Tours, qui, à la suite de son père, un officier romain transféré vers 325 après J.-C. avec son département de Pannonie à Pavie, et c'est là qu'il a fait ses études.
En 350, l'usurpateur gaulois Magnence, venu en Italie, affronte à son tour les forces de Constance II à Pavie, remportant une victoire partielle avant que les échecs en Pannonie ne marquent irréversiblement le déclin de sa fortune. Malgré les échecs militaires, Magnence réussit finalement à vaincre à nouveau Constance II à Pavie en 352.
Stilicon (entre 406 et 407), lors d'opérations militaires contre Alaric, il transfère une partie de l'armée à Pavie, soulignant le changement de rôle assumé par Pavie, d'un centre subordonné à Milan à l'étape principale du nord de l'Italie.
Pavie est pillée par Attila en 452. En 476, Odoacre vainc Flavius Oreste à Pavie après un long siège. Avec la mort de Flavius Oreste et la déposition de son fils Romolus Augustule, c’est la fin de l'Empire romain d'Occident. En représailles, Odoacre détruit complètement la ville.

### Pavie médiévale

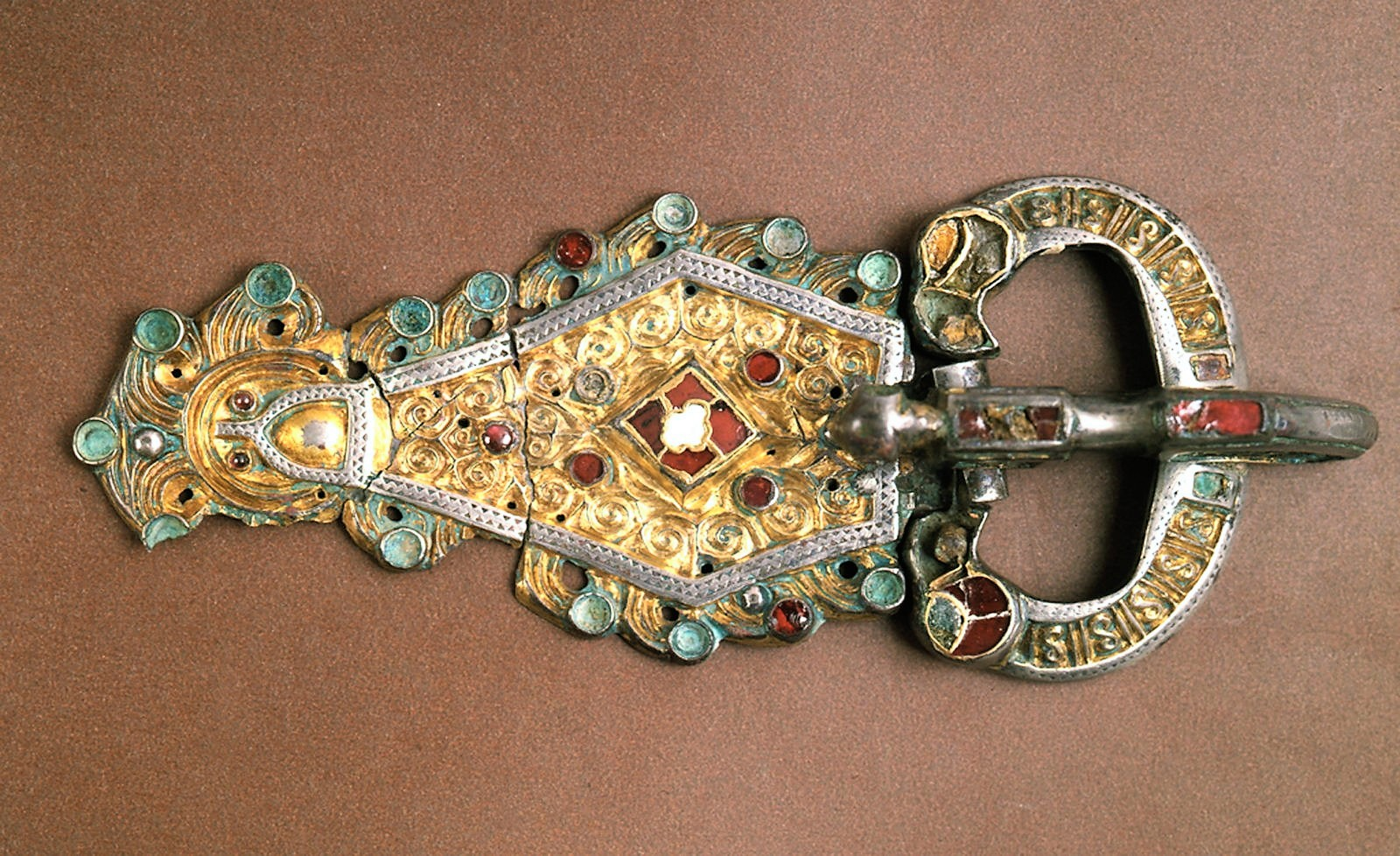
Boucle ostrogothique, Pavie, Musées civiques.

Pendant les luttes entre Théodoric et Odoacre pour le contrôle de l'Italie, le premier, dans l'hiver entre 489 et 490, s'enferme à Pavie, où il est assiégé par Tufa. Dans les premiers mois de 490, grâce à l'arrivée de secours envoyés par les Wisigoths, Théodoric put briser le siège. C’est probablement grâce aux relations qui ont été établies pendant ce siège entre la ville (et en particulier son évêque Épiphane) et Théodoric, et aussi compte tenu de la position bien défendable de Pavie, également reliée à Ravenne et à l'Adriatique par les rues de l'eau, que le souverain ostrogoth a été incité à créer un palais royal, des bains, un amphithéâtre et une nouvelle enceinte autour de la ville, faisant ainsi de celle-ci, avec Ravenne et Vérone, l'un des trois sièges du Royaume ostrogoth.

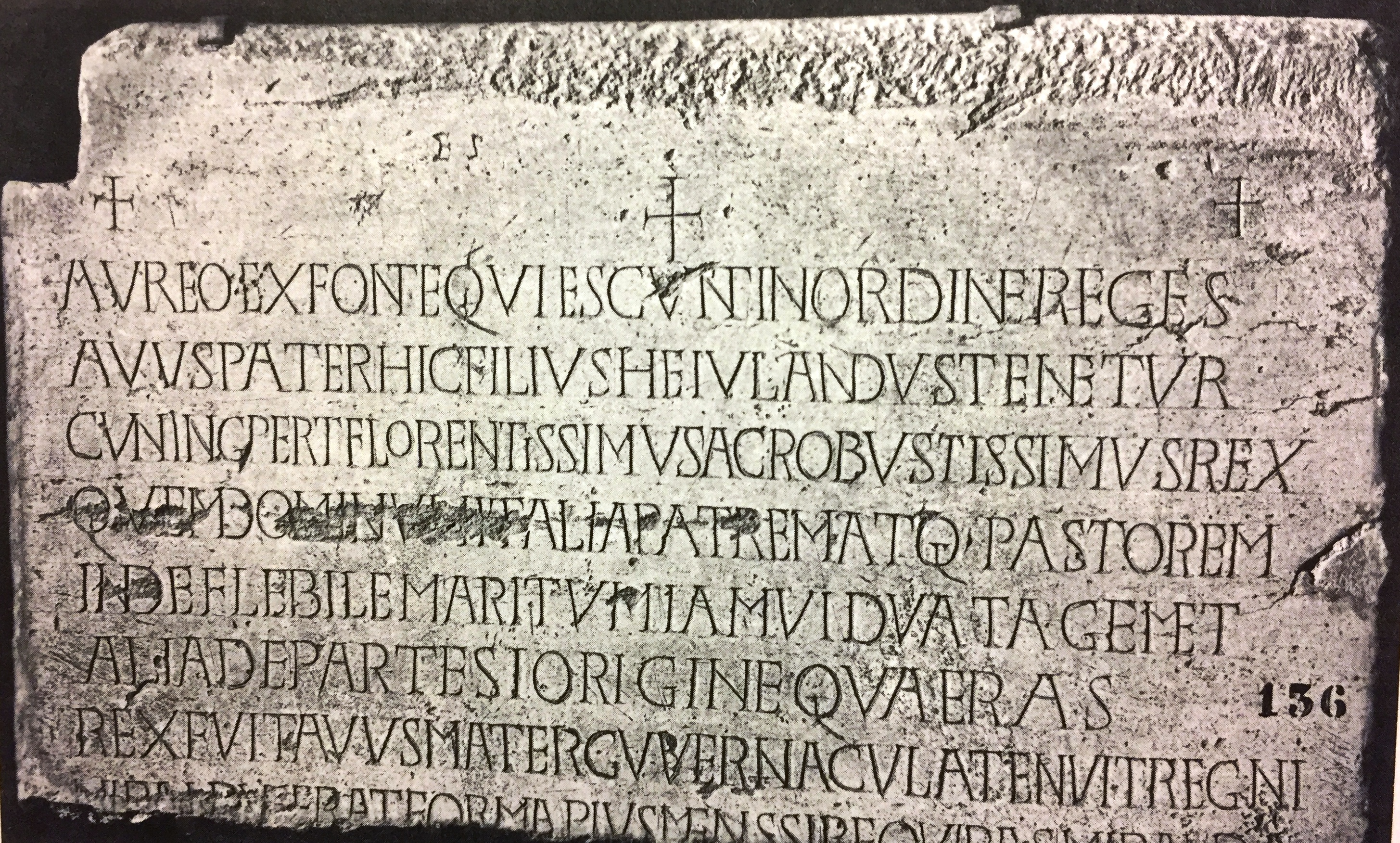
Épigraphe du roi Cunipert, Musées civiques.

En 538, les Byzantins assiégèrent Pavie, où le roi Vitige fut emprisonné, mais le siège échoua. À partir de 540, la ville devint le siège de la cour et du trésor royal et c'est ici que furent élus les rois Hildebad, Eraric et Totila. Au cours de la difficile période de deux ans 552-553, Pavie s'est imposée comme le centre militaire le plus important du Royaume ostrogoth: ici, le dernier roi gothique a été élu Teias et Pavie a été la dernière ville gothique à tomber aux mains des Byzantins.

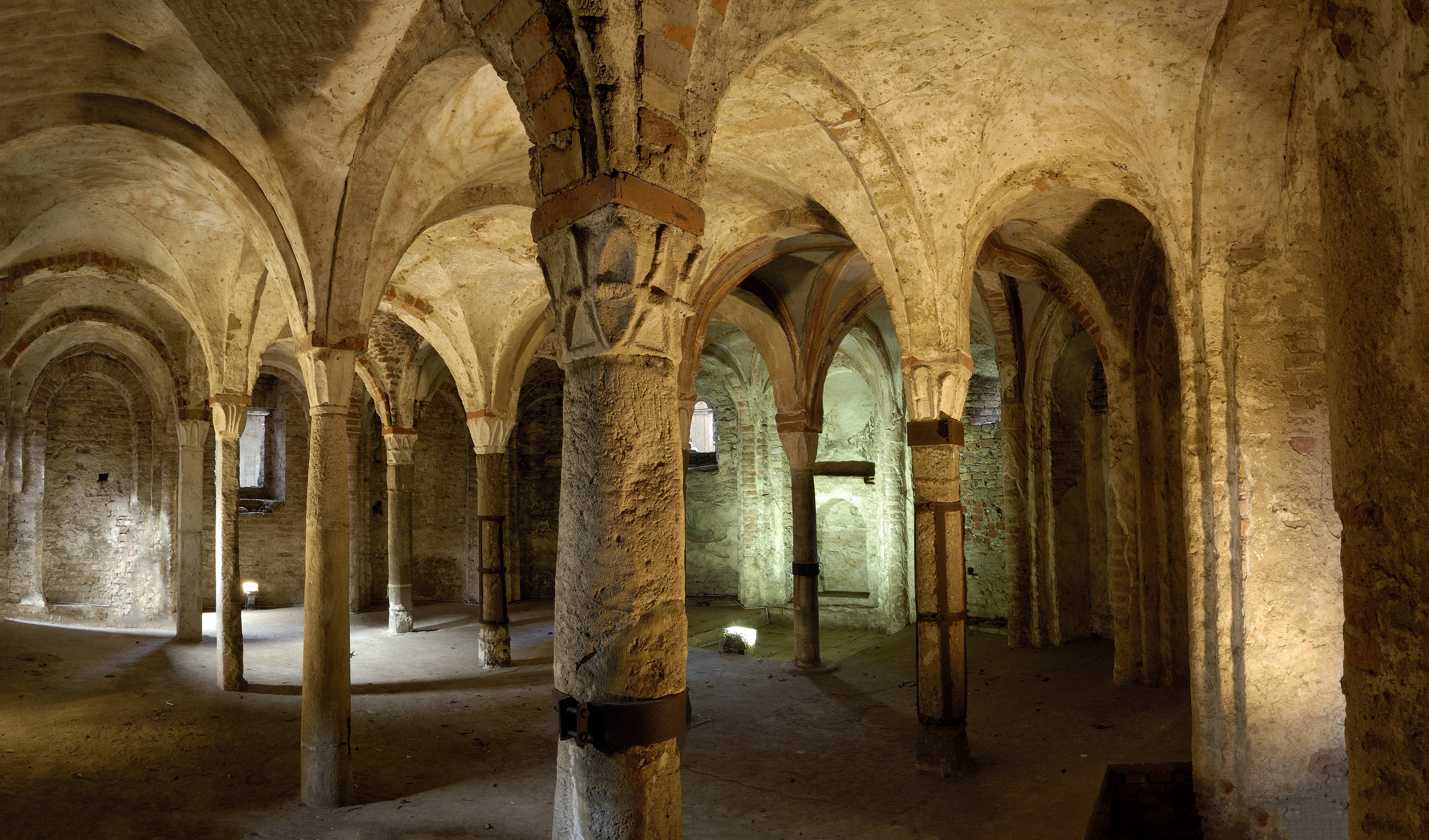
L'église Sant'Eusebio.

Après les conquêtes lombardes, Pavie devint la capitale du nouveau Royaume lombard sous le nom de Papia. Les principales conséquences que le rôle de capitale apporta à Pavie, ou les « spécificités » de la capitale par rapport aux autres villes du royaume, furent notamment la résidence du roi dans la ville et le fonctionnement du palais royal. Le rôle du capital impliquait la convocation annuelle des assemblées des peuples lombards, au cours desquelles l'édit de Rotari et, par la suite, les autres lois lombardes furent promulgués en 643. Contrairement aux rois francs, les Lombards avaient une résidence fixe au palais royal : cela renforçait l'autorité royale puisque chaque année, vers le 1er mars, au palais, se tenait une grande assemblée où étaient édictées des lois et débattues de grandes questions. le Royaume. Mais ce fut aussi un moment très délicat, étant donné que, comme cela arriva à plusieurs reprises, si une faction opposée au souverain parvenait à occuper le palais et le trésor royal, elle pouvait en fait s'emparer du royaume : pour les Lombards, l'autorité du souverain ne pouvait être exercée que s'il avait le plein contrôle du palais.
La résidence dans la ville des élites aristocratiques du royaume a contribué à faire de Pavie non seulement le principal centre urbain, mais aussi le point de référence pour toute la population du royaume. La ville a connu de profonds changements de topographie urbaine, comme l'abandon du forum de l'âge classique et la création de nouveaux édifices de culte chrétien. Le principal phénomène qui a affecté la topographie urbaine de Pavie à l'époque lombarde a consisté en la fondation de bâtiments ecclésiastiques. Jusqu'au milieu du VIe siècle, seules deux églises chrétiennes de la ville sont attestées, tandis que, entre 569 et 774, au moins 21 églises et monastères ont été fondés. Huit sont des fondations royales, 4 aristocratiques et 1 épiscopale. La création d'édifices ecclésiastiques par les souverains est décisive : la fondation d'une église, souvent destinée à la sépulture du fondateur, devient en effet à partir du VIIe siècle l'acte principal par lequel la monarchie lombarde manifeste son appartenance et son adhésion au monde chrétien.
En 774, après un siège de plusieurs mois, Charlemagne conquiert Pavie et capture le roi des Lombards Didier, assumant la couronne du royaume lombard. Pavie reste cependant la capitale du royaume d'Italie ; les couronnements royaux ont lieu dans la basilique San Michele Maggiore.

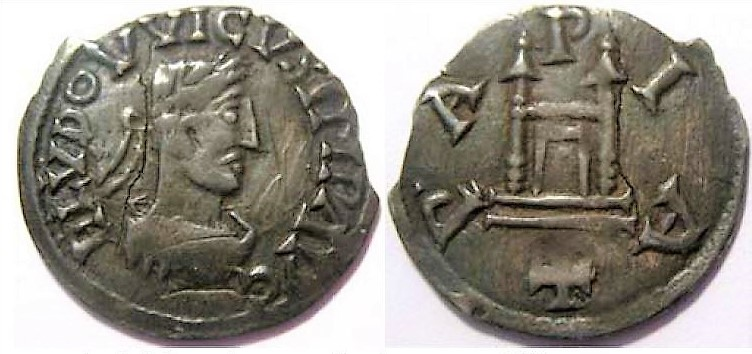
Monnaie de Pavie, monnaie de Louis le Pieux.

La ville était le siège du palais royal, la plus haute cour du royaume et la principale monnaie royale jusqu'en 1024. De plus, le 25 mai 825, l'empereur Lothaire Ier avec le capitulaire de Corteolona fonda la Schola Papiense au Palais Royal. école de droit, de rhétorique et d'arts libéraux, à laquelle devaient se rendre tous les étudiants de Milan, Brescia, Lodi, Bergame, Novare, Vercelli, Tortone, Acqui, Gênes, Asti et Côme.

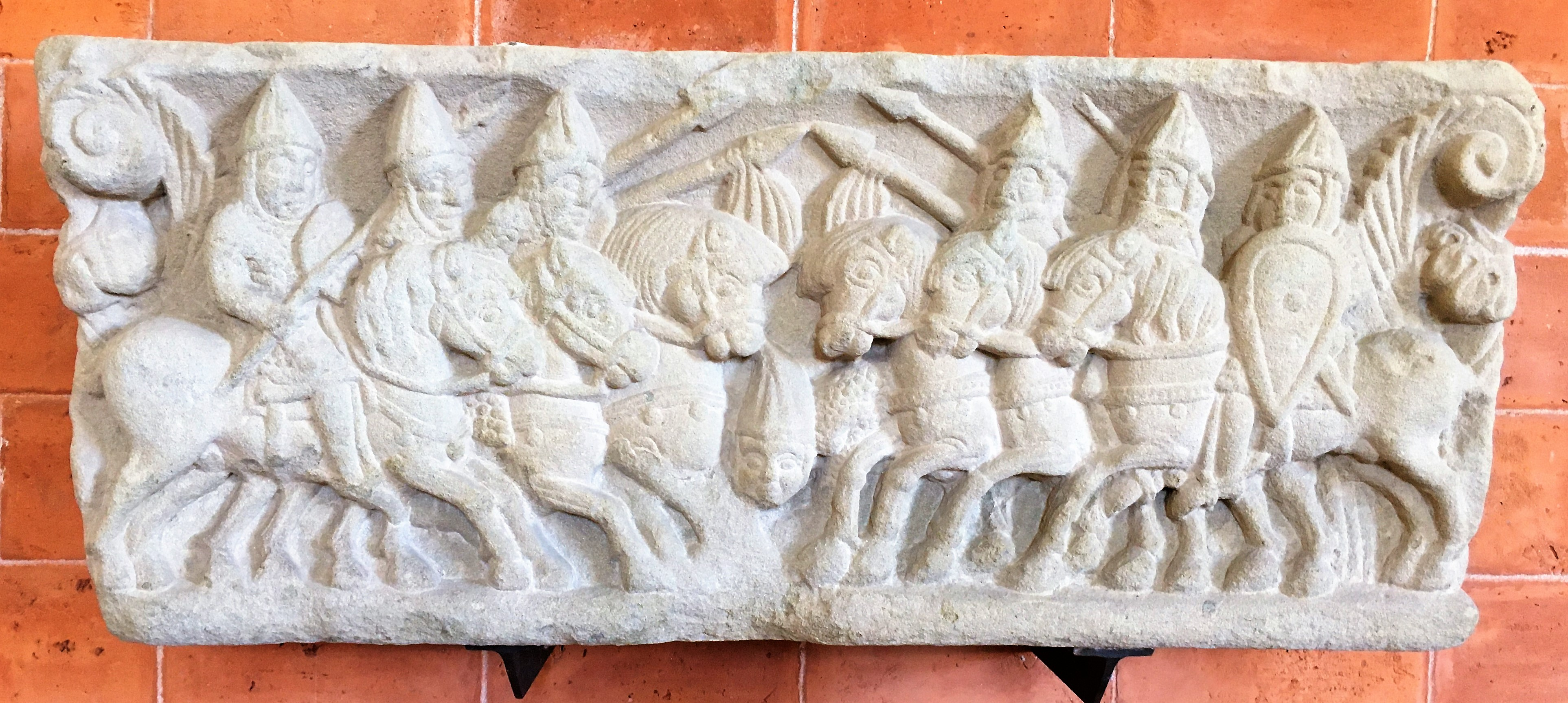
Chapiteau avec scène de combat, XIIe siècle, Musées civiques.

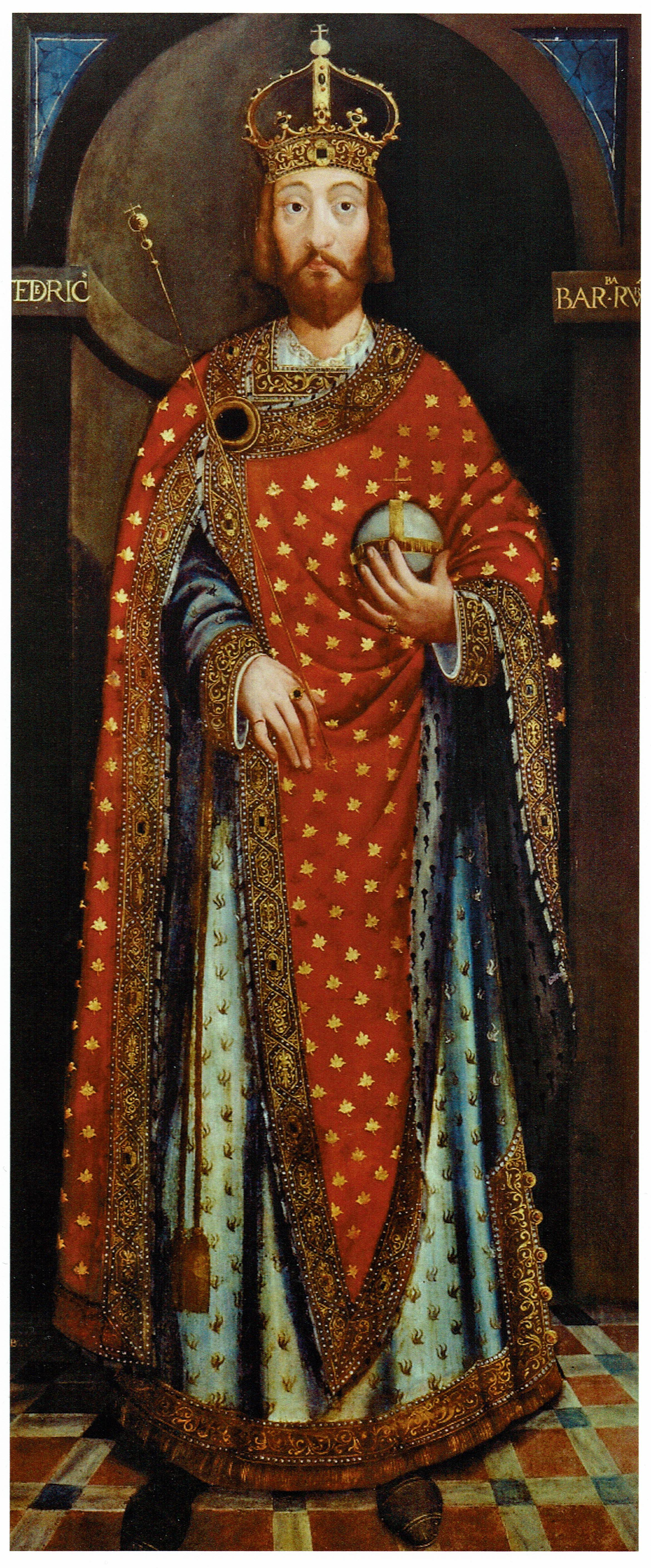
Bernardo Cane, Empereur Frederick I (1583), Musées civiques. Le tableau, copie d'un panneau plus ancien, était à l'origine exposé au Broletto, dans la salle du Conseil.

Pendant la période ottoniennePavie a connu une période de bien-être et de développement. L'ancienne capitale lombarde se distinguait des autres villes de la Plaine du Pô par sa fonction fondamentale de carrefour d'importants échanges commerciaux, tant alimentaires que de luxe. Le trafic commercial était avant tout favorisé par les voies navigables utilisées par l'empereur pour ses déplacements : depuis le Tessin, on pouvait facilement rejoindre le Pô, axe direct avec la mer Adriatique et le trafic maritime. De plus, avec l'avènement des Ottoniens (Otton I s'est marié à Pavie avec Adélaïde de Bourgogne en 951 et le couple a résidé longtemps, à différentes époques, dans la ville), Milan a de nouveau perdu de l'importance au profit de Pavie, dont la pré- éminence a été sanctionnée entre autres, de la frappe de la monnaie de Pavie. L'importance de la ville au cours de ces siècles est également soulignée par le récit du géographe arabe Ibrāhīm al-Turtuši, qui a voyagé dans le centre-ouest de l'Europe entre 960 et 965 et a visité Vérone, Rocca di Garda et Pavie, dont il a défini la ville principale. de Longobardie, très peuplée, riche en marchands et, comme Vérone, entièrement construite, contrairement aux autres centres de la région, en pierre, brique et chaux.

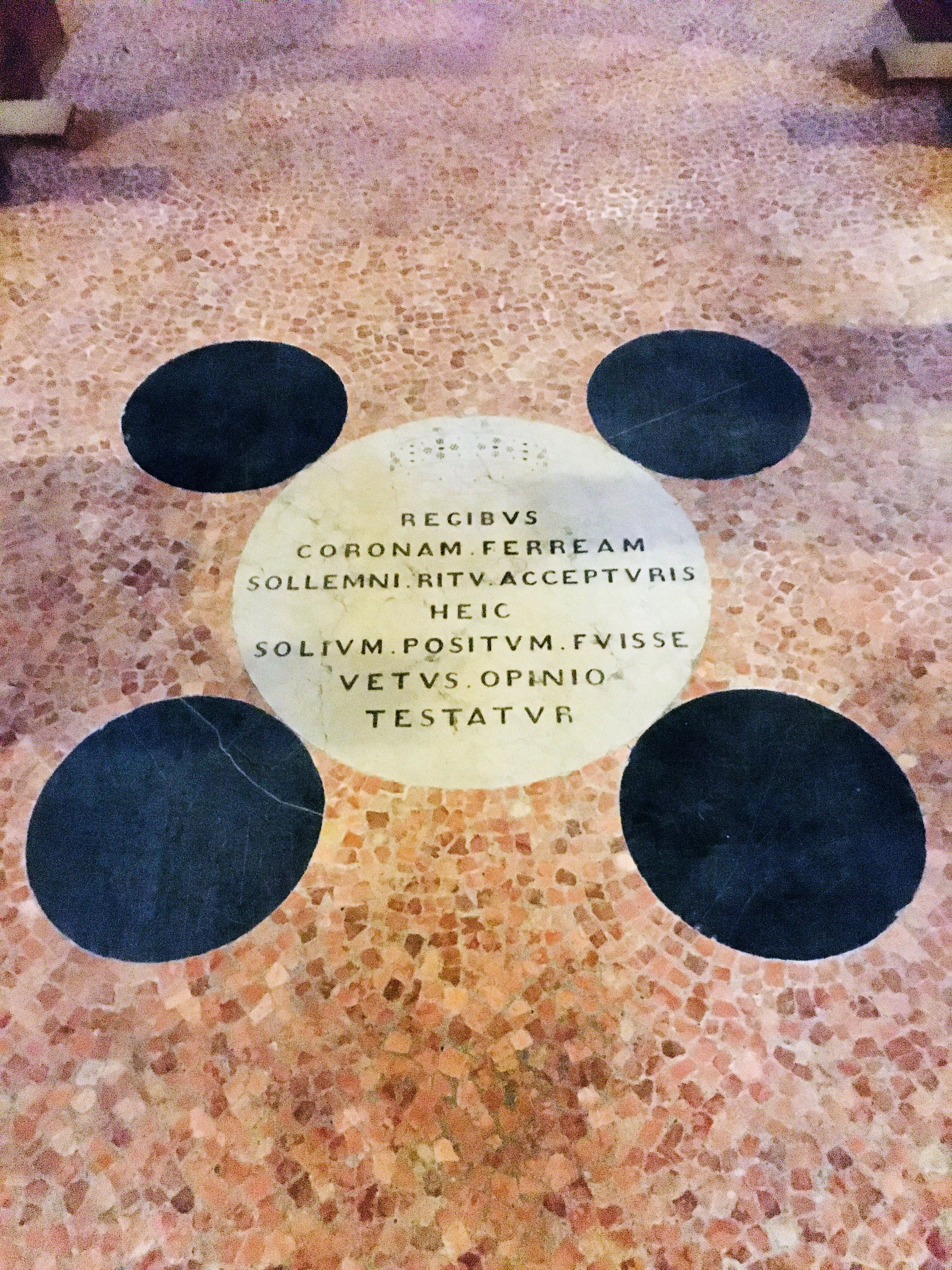
Basilique San Michele Maggiore, les cinq pierres, déjà mentionnées dans les Honorantiae civitatis Papiae (vers 1020), au-dessus desquelles le trône était placé lors des couronnements.

Toujours entre les Xe et XIe siècles, la ville fut le berceau de Liutprand de Crémone, évêque, chroniqueur et diplomate au service de Bérenger II d'abord puis d'Otton Ier et d'Otton II et de Lanfranc, proche collaborateur de Guillaume le Conquérant et , après la conquête normande du royaume anglo-saxon, réorganisateur de l'église anglaise.
Au XIIe siècle, Pavie acquiert le statut de commune autonome. Dans la lutte entre guelfes et gibelins, Pavie est traditionnellement gibeline, une position due autant à sa rivalité avec Milan (tête de file des guelfes en Lombardie) qu'à sa loyauté envers l'Empereur. Pendant les guerres entre l'empereur allemand Frédéric Barberousse (qui fut couronné roi d'Italie dans la basilique San Michele Maggiore en 1155 et qui organisa un concile dans la ville en 1160) et les municipalités de la Ligue lombarde, Pavie (avec Côme) était fidèle à l'armée impériale. Dans l'ensemble, Barbarossa a résidé à Pavie pendant 13 ans à différentes périodes. Nombreuses furent donc également les haltes de toute la cour impériale dans l'ancienne capitale du haut Moyen Âge. La longue résidence de l'empereur et de son entourage à Pavie a été caractérisée par une série de références explicites au rôle et à la mémoire de la ville dans le passé, connotant la seconde moitié du XIIe siècle comme un véritable renouveau de la splendeur de la capitale du royaume. Frédéric a également délivré de nombreux diplômes aux riches monastères royaux de Pavie, alliés utiles dans le contrôle du territoire et dans la politique ecclésiastique de l'empereur.
L'empereur Frédéric II entre pour la première fois à Pavie en 1212 et son entrée dans la ville est célébrée triomphalement. Comme cela s'était déjà produit avec Frédéric Ier, le séjour des Souabes dans la ville signifiait la renaissance des anciennes traditions royales typiques de la capitale du début du Moyen Âge. Le souverain, comme d'habitude, a délivré des diplômes aux corps ecclésiastiques locaux et a séjourné dans le bâtiment du monastère de S. Salvatore. Pavie a soutenu Frédéric II contre la deuxième ligue lombarde, et ses forces ont participé à la bataille de Cortenuova, au siège de Parme et à de nombreuses autres opérations militaires, obtenant en 1212 une grande victoire sur les Milanais et leurs alliés à Casei Gerola. En 1219, Frédéric II confirma une fois de plus ce que son ancêtre avait accordé à Pavie pour la loyauté manifestée en soutenant les raisons de l'Empire sur le champ de bataille. De plus, Frédéric II a accordé à la municipalité une plus grande autonomie dans l'autonomie de la ville.

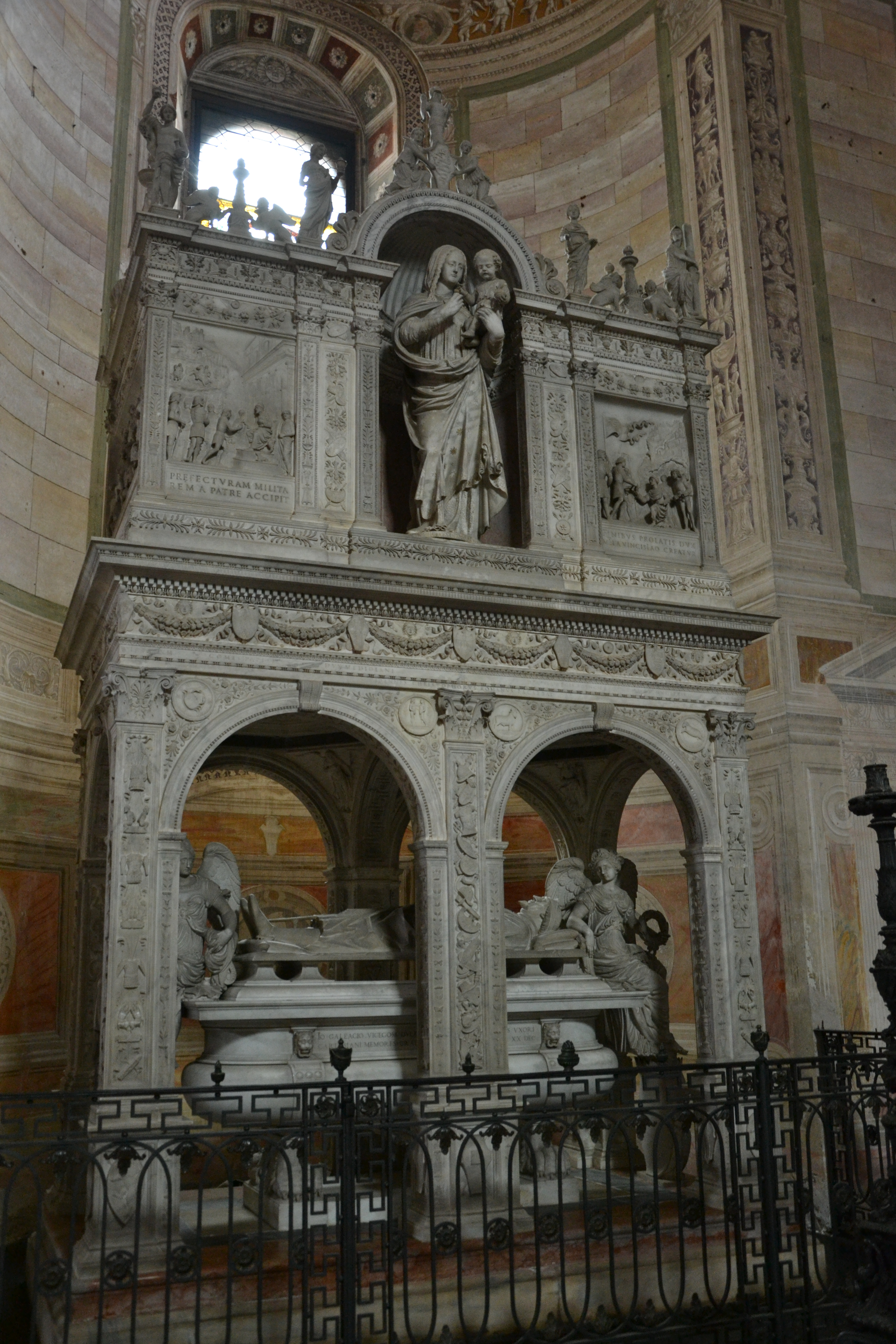
Gian Cristoforo Romano, tombeau de Jean Galéas Visconti, Chartreuse de Pavie.

Lors du traité de Pavie en 1329, l'Empereur Louis IV accorde le Palatinat aux descendants de son frère, le duc Rodolphe Ier. Pavie lutte contre la domination de Milan mais est finalement annexée par la famille Visconti, ducs de Milan, en 1359, après un long siège. Après la prise de Pavie en 1359, Galéas II a amené sa résidence et sa cour à Pavie. L'impressionnante rénovation urbaine que la ville subit sur ordre de Galéas II à partir de 1360 apparaît comme un plan bien pensé, empreint de sens de la grandeur et consacré à la valorisation de la mémoire du rôle de capitale du Royaume lombard d'abord et du royaume d'Italie plus tard, que Pavie eut jusqu'au XIe siècle. Héritage auquel Galéas II, et plus tard aussi son fils Jean Galéas, ont voulu se référer, en utilisant surtout les souvenirs de la royauté du haut Moyen Âge que Pavie a conservés, afin de légitimer son pouvoir et de se placer en continuité directe avec les rois de Lombardie et du haut Moyen Âge. Sous les Visconti, Pavie devient un centre intellectuel et artistique. L'université de Pavie est fondée en 1361 à partir d'une ancienne école de droit préexistante et attire des étudiants de nombreux pays.
Sous les Visconti d'abord puis les Sforza, la transformation de la ville, du territoire et de la société urbaine eut quelque chose de grandiose : de 1359 à 1402, Pavie (une ville déjà assez riche et prospère malgré la crise du siècle) fit des progrès notables sous l'ombre des principes, accélérant la transformation de ses institutions, des hiérarchies sociales, de l'environnement culturel, de l'aspect monumental. L'importance de Pavie est soulignée par la création du comté de Pavie (1396) destiné au fils aîné, la fondation de l'université, l'immense Parc Visconti, le dédoublement de la capitale et des sièges de la cour (Milan et Pavie) , la fondation de la Chartreuse comme panthéon dynastique et la mise en place d'une structure bureaucratique et chambriste qui doublait les institutions milanaises.
En 1387, la première communauté juive s'établit dans la ville qui, pendant la période Sforza, grandit et prospéra, à tel point que le grand érudit et talmudiste Joseph Colon vécut et mourut à Pavie.

### Pavie duXVIeauXVIIIesiècle

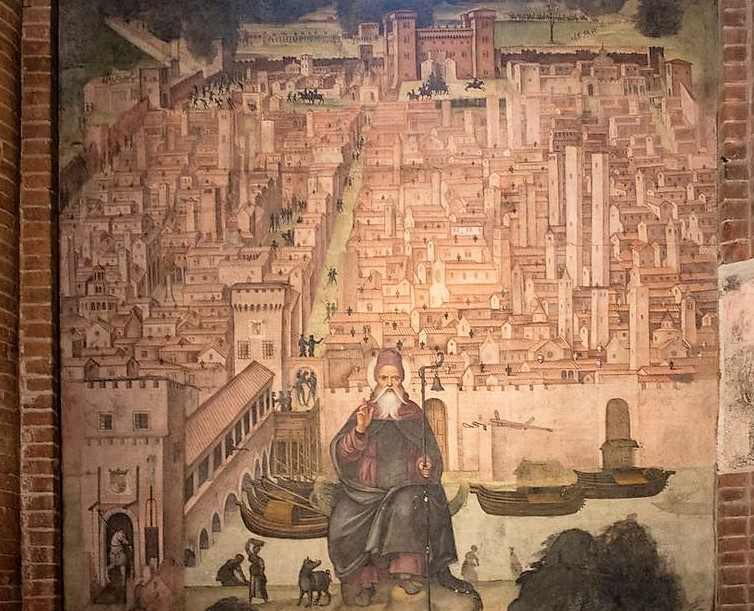
Bernardino Lanzani, Saint Antoine le Grand protège Pavie pendant le siège de 1522 (ex voto civico), Basilique San Teodoro. C'est à quoi la ville devait ressembler dans les premières décennies du XVIe siècle.

Pour faire valoir leurs droits sur le duché de Milan, les Français occupèrent la ville en 1499 jusqu'en 1512 où, lors de la bataille de Pavie, les fantassins suisses et vénitiens, sous le commandement de Mathieu Schiner, chassèrent la garnison française de la ville et pillèrent Pavie. De retour sous le contrôle des Sforza, elle est assiégée en 1522 par Odet de Foix, comte de Lautrec. Bien que la situation à Pavie soit désespérée, étant donné que les fortifications avaient été endommagées par les sièges précédents et qu'une grande partie de la garnison impériale avait dû quitter Pavie pour aider Milan, également assiégée par les Français, le siège échoua. La forte résistance des citoyens d'armes, qui avaient reformé la milice urbaine, et de la garnison impériale, liée à l'arrivée des renforts Habsbourg, contraint les Français à fuir.
Le 24 février 1525, la bataille de Pavie voit la victoire de Charles Quint sur François Ier. Elle débouche sur une période d'occupation espagnole qui dure jusqu'en 1706.
Dans les mêmes années, Jérôme Cardan étudie à l'université de Pavie , tandis que, probablement en 1511, Léonard de Vinci étudie l'anatomie avec Marcantonio della Torre, professeur d'anatomie à l'université.
À partir de la seconde moitié du XVIe siècle, la production de majolique devint florissante dans la ville, ce qui fit de Pavie, jusqu'au XVIIIe siècle, l'un des principaux centres de production de ces artefacts dans le nord de l'Italie. Mais la ville avait, comme par le passé, une importance avant tout commerciale : les marchandises qui passaient de Milan et du reste de la Lombardie à Gênes passaient par Pavie et, surtout, le sel coulait de l'Adriatique vers l'entrepôt situé le long du Tessin, nécessaire non seulement pour la conservation des aliments, mais aussi pour de nombreuses activités, comme la laiterie. Le sel, de Pavie, était ensuite distribué à Milan et dans la majeure partie de l'ouest de la Lombardie et du Piémont.

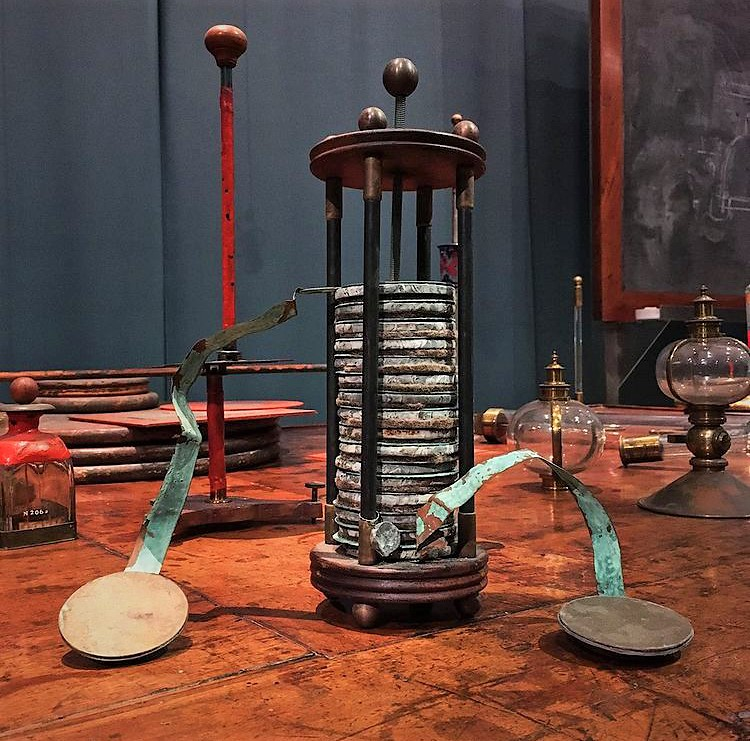
Pile voltaïque, Musée de Histoire de l'université de Pavie.

En 1617, le Traité de Pavie règle la question de la Savoie. En 1655, le prince Thomas de Savoie-Carignan a attaqué Pavie avec une armée de 20 000 à 25 000 soldats français, piémontais et le duc de Modène, tandis que la ville était défendue par Galeazzo Trotti qui n'avait que 3 000 fantassins espagnols, environ 900 chevaliers espagnols et quelques milliers d'hommes de la milice urbaine. Cependant, Thomas de Savoie-Carignan n'a pas pu conquérir Pavie et a dû battre en retraite après un siège qui a duré 52 jours.
Dans la seconde moitié du XVIIIe siècle, grâce à la fois à Marie-Thérèse d'Autriche et à Joseph II, l'université a connu un grand développement, des professeurs de renom ont été appelés, tels que Alessandro Volta, Lazzaro Spallanzani, Antonio Scarpa, Giuseppe Frank, Giovanni Antonio Scopoli, Samuel -Auguste Tissot et Lorenzo Mascheroni et l'université est devenue l'une des principales en Europe. Toujours à Pavie, en 1777, Maria Pellegrina Amoretti est diplômée, la première femme diplômée en droit en Italie.

### Pavie duXIXeauXXesiècle

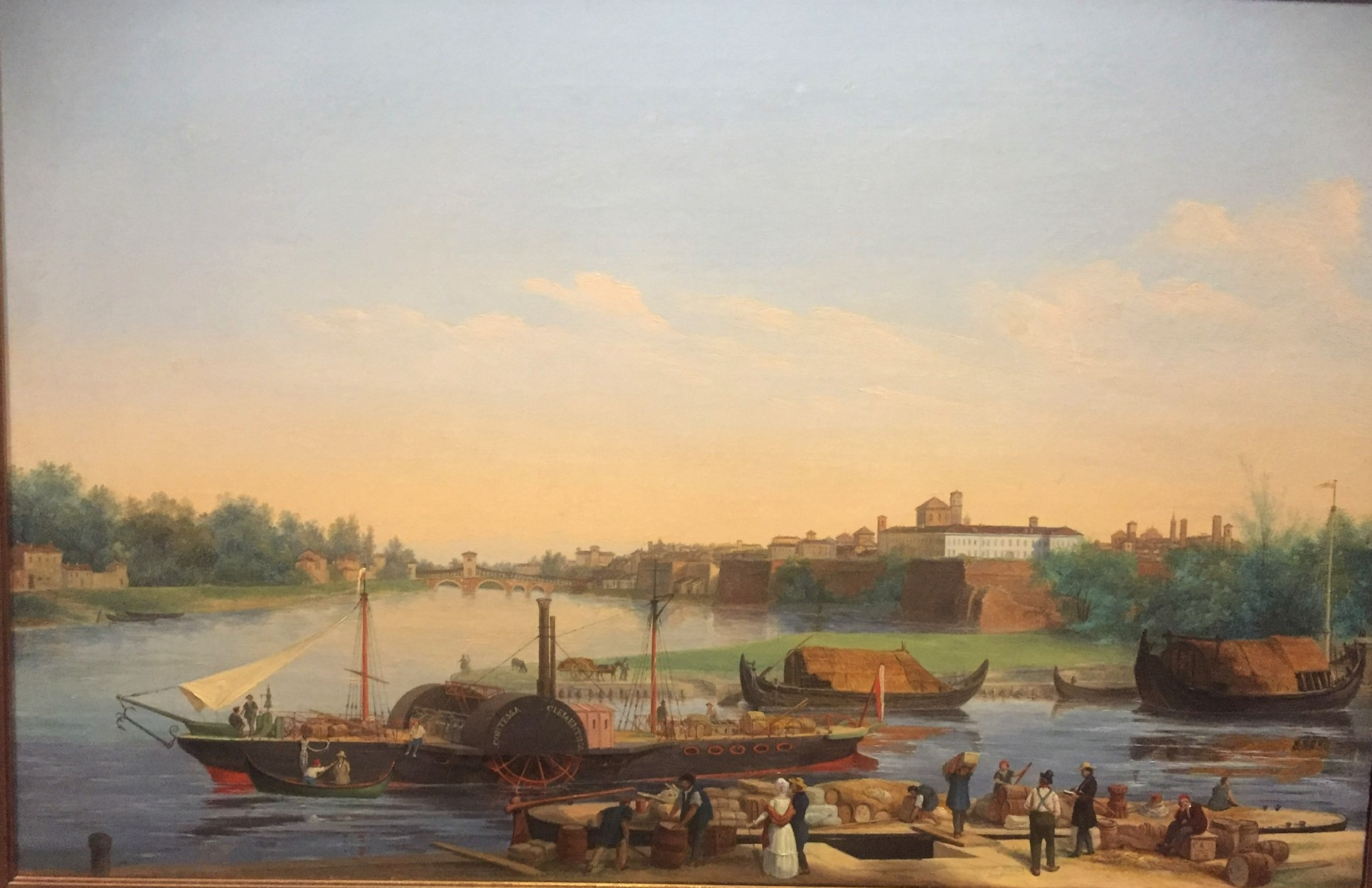
Le port de Pavie au confluent du Naviglio Pavese au Tessin avec le vapeur Contessa Clementina, vers 1859, Musei Civici.

Pavie est alors gouvernée par l'Autriche jusqu'en 1796, puis conquise et mise à sac par les Français de l'armée d'Italie. Cependant, Napoléon décide très vite d'exploiter l'université, les bibliothèques et les savoir-faire présents dans la ville, créant l'École Militaire des Officiers d'Infanterie et, en 1803, l'École d'Artillerie, avec une fonderie de canons en bronze attenante. Même l'université a traversé une période heureuse, l'époque napoléonienne a vu les enseignements de Vincenzo Monti et Ugo Foscolo sur la chaire d'éloquence, de Gian Domenico Romagnosi de droit civil et de Vincenzo Brunacci de mathématiques. En 1814, elle repasse sous contrôle autrichien. En 1818, les travaux du Naviglio Pavese repris en 1807 sont achevés : le canal, conçu comme voie navigable entre Milan, Pavie et le Tessin et comme canal d'irrigation, contribue au développement de la ville, à tel point que quelques années après sa construction, en 1821, Borgo Calvenzano a été construit derrière le château, une longue série de bâtiments à arcades où se trouvaient des entrepôts, des tavernes, des bureaux d'expédition et de douane, des hôtels, des écuries, le tout à l'appui de la navigation intérieure. En 1820, les premiers bateaux à vapeur ont commencé à opérer dans le bassin de Pavie et, entre 1854 et 1859, le Lloyds autrichien a organisé une ligne de navigation régulière, utilisant à nouveau des bateaux à vapeur, entre Pavie, Venise et Trieste. Au XIXe siècle, l'université connaît une forte croissance du nombre d'étudiants et se dote de nouveaux départements, laboratoires, salles de classe et, entre 1819 et 1850, agrandit son siège et crée un nouvel amphithéâtre plus grand. Au cours du siècle, des professeurs de grande renommée ont enseigné à Pavie, comme, pour n'en citer que quelques-uns, l'anatomiste Bartolomeo Panizza, Luigi Porta, le physiologiste Eusebio Oehl, Paolo Mantegazza, Giulio Bizzozzero, le botaniste Santo Garovoglio, le mathématicien Francesco Brioschi, le physicien Giovanni Cantoni, le géologue Torquato Taramelli, le philosophe Carlo Cantoni, l'historien Giacinto Romano et fut la première université italienne à recevoir le prix Nobel en la personne du médecin et histologue Camillo Golgi. En 1883, la surface de la commune s'agrandit, dans les mêmes années d'importantes industries commencèrent à apparaître, comme Necchi, tandis qu'en 1905 fut construite la Snia Viscosa, la première grande usine italienne de soie artificielle. et les tissus synthétiques, suivis de bien d'autres, à tel point que dans les premières décennies du XXe siècle, il y avait 16 000 ouvriers industriels dans la ville.
Après la campagne d'Italie en 1859, Pavie est réunie, comme le reste de la Lombardie, au royaume de Sardaigne. (1720-1861). L'unification italienne conduit à la proclamation du royaume d'Italie un an plus tard.

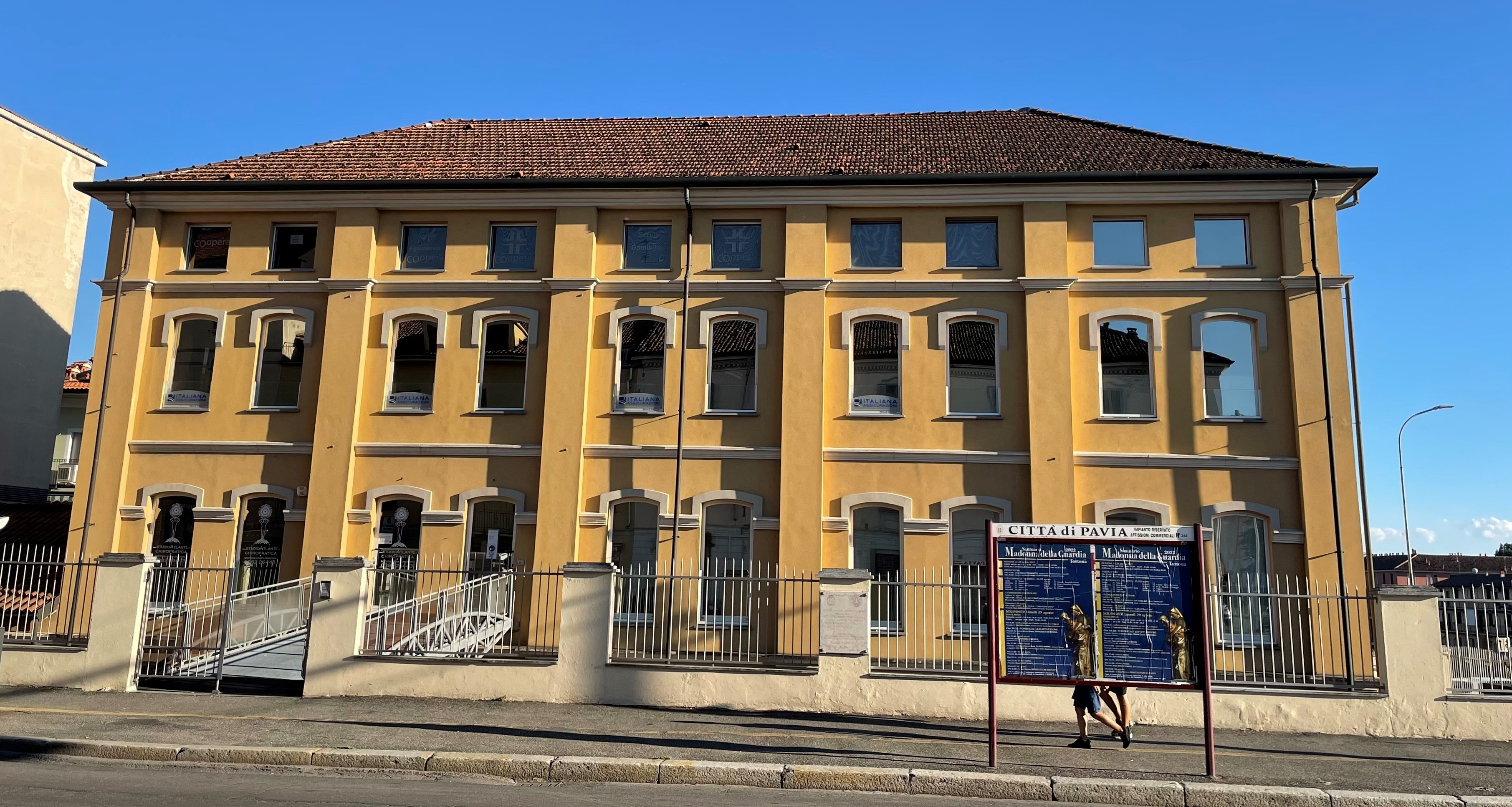
Les anciens Ateliers Electrotechniques Einstein-Garrone, fondés en 1894 par Hermann Einstein, père d'Albert Einstein.

En 1894, au numéro 11 de la via Ugo Foscolo (Palazzo Cornazzani), a vécu pendant environ un an Albert Einstein, alors âgé de quinze ans, avec sa famille.
Après le 8 septembre 1943, Pavie est occupée par l'armée allemande. En septembre 1944, l'aviation américaine effectue plusieurs bombardements sur la ville dans le but de détruire les trois ponts sur le Tessin, stratégiques pour le ravitaillement en hommes. Armes et provisions des unités allemandes engagées le long de la ligne gothique. Ces opérations ont conduit à la destruction du Ponte Coperto et ont entraîné la mort de 119 civils. Lors du référendum institutionnel du 2 juin 1946, Pavie attribue 67,1% des voix à la République, tandis que la monarchie n'obtient que 38,2%.

## Monuments et patrimoine

### Édifices religieux
Pavie est l’une des étapes importantes de la via Francigena, voie de pèlerinage qui mène jusqu’à Rome. Elle possède des édifices religieux nombreux et importants, au premier rang desquels le mausolée reliquaire du docteur de l'église Augustin d'Hippone, ou saint Augustin, datant de 1362.

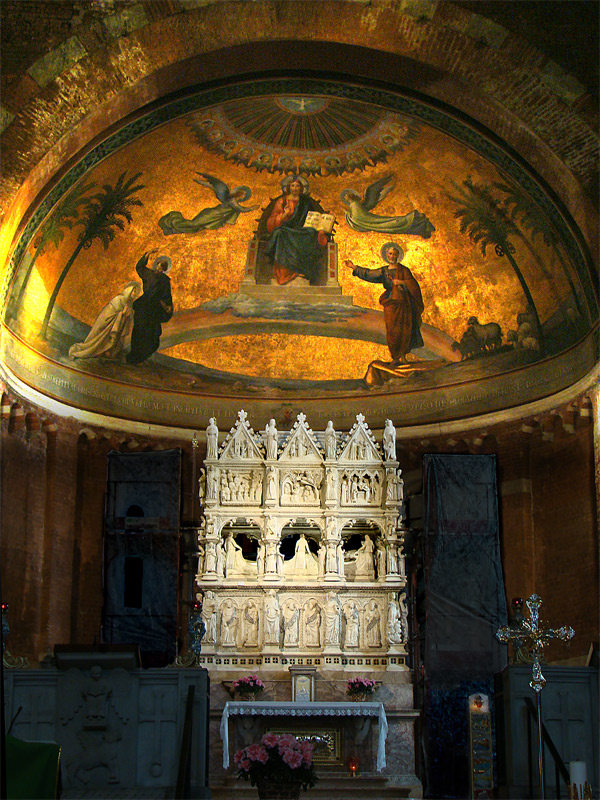
Reliquaire de saint Augustin.

- certains très anciens (trois basiliques de base romane) :
  - La basilique San Pietro in Ciel d'Oro (Saint-Pierre-au-Ciel-d'or), fondée au début du VIe siècle, est reconstruite en 1132. Elle abrite le tombeau de saint Augustin, ainsi que les restes du roi lombard Liutprand (mort en 744), qui y avait rapporté de Sardaigne les reliques de saint Augustin, et la tombe de Boèce. Similaire à San Michele Maggiore, elle en diffère par sa façade asymétrique à un seul portail, l'utilisation de brique plutôt que de grès et, pour l'intérieur, l'absence de matronei (galeries réservées aux femmes) et un transept plus court. L'arche accueillant les reliques de saint Augustin est construite en 1362 par des artistes de Campione et est décorée de 150 statues et bas-reliefs. L'église est mentionnée par Dante Alighieri dans sa Divine Comédie (Paradis, X, 128).
  - La basilique San Michele Maggiore (Saint-Michel-Majeur) est un exemple d'architecture religieuse romane de Lombardie. Elle est située sur le site d'une église lombarde préexistante, dont la partie inférieure du campanile fait partie. Détruite en 1004, l’église est rebâtie à la fin du XIe siècle et achevée en 1155. Elle est caractérisée par l'usage de grès et par un très long transept, possédant une façade et une abside propres. La basilique fut le siège de nombreux événements historiques, comme les couronnements de Berengar I (888), Guy III (889), Louis III (900), Rodolphe II de Bourgogne (922), Hugues d'Arles (926), Berengar II (950), Arduin (1002), Henri II (1004) et Frédéric Barberousse (1155).
  - La basilique San Teodoro, dédiée à l'évêque médiéval Théodore, est la troisième basilique romane de la ville, ainsi que la plus petite. Elle est située sur les pentes conduisant au Tessin et était utilisée par les pécheurs. À l'intérieur, deux fresques représentant des vues d'ensemble de Pavie datent de 1525 et sont attribuées au peintre Bernardino Lanzani. Elles sont extrêmement détaillées et révèlent que le plan d'urbanisme de Pavie a très peu changé au cours des 500 dernières années.

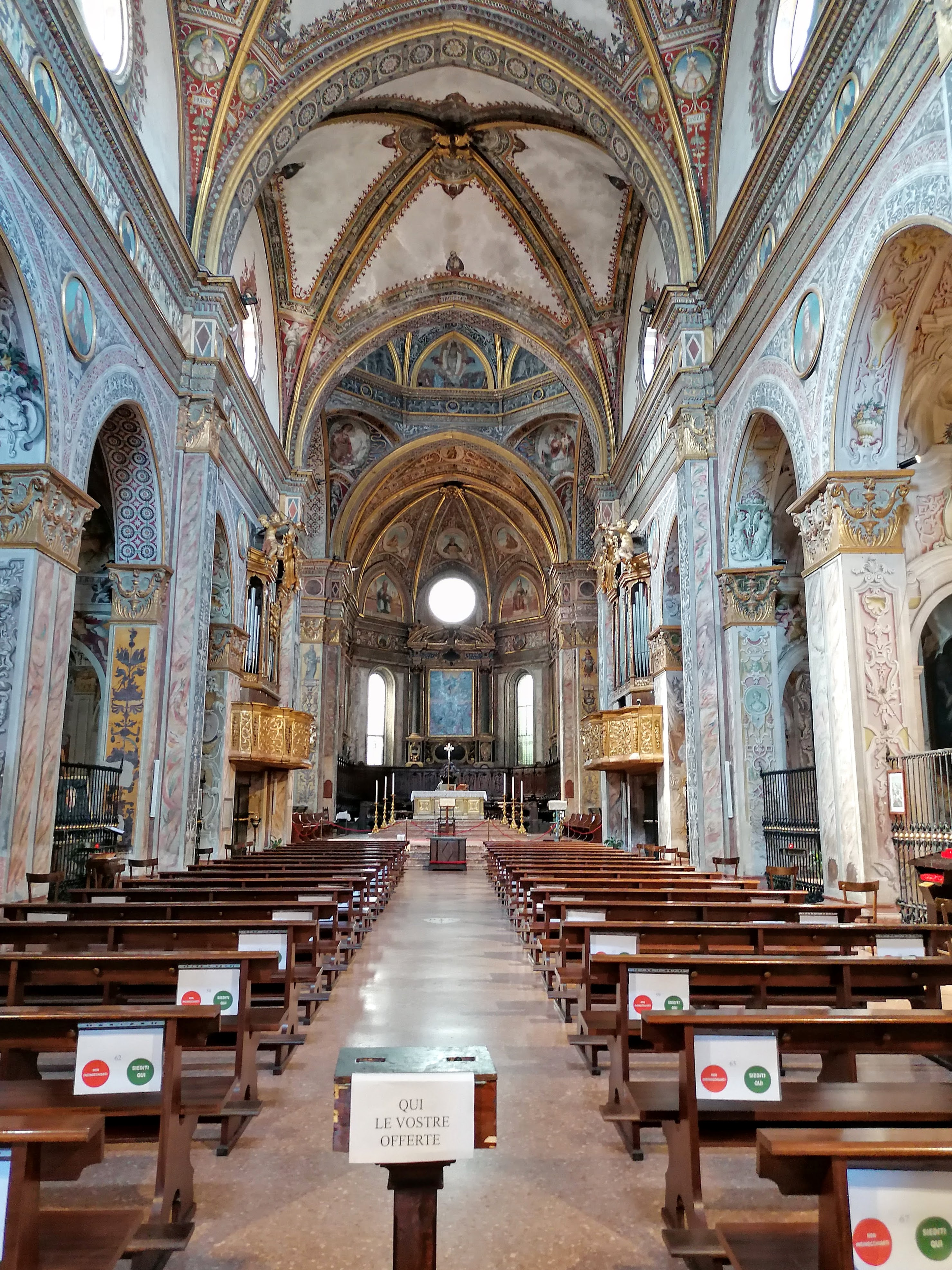
L'intérieur de la basilique de Santissimo Salvatore.

  - L'intérieur de la basilique de Santissimo Salvatore.L'église San Francesco Grande construite dans le style gothique entre 1228 et 1298, elle conserve des œuvres de grande importance, comme le retable avec San Matteo de Vincenzo Campi et a été utilisée par les Visconti pour abriter les sépultures des membres de la famille ou personnalités importantes; en fait, Isabelle de France, Carlo et Azzone (fils de Jean Galéas et Isabelle de France), le marquis Manfred V di Saluces, Balde de Ubaldis et, plus tard, Facino Cane ont été enterrés ici.
  - Église de San Giovanni Domnarum : l'église a été fondée en 654 par la reine Gondeberge, épouse de Rothari, qui a peut-être été enterrée dans l'église. L'édifice, bâti sur des thermes romains, a été presque entièrement reconstruit au XVIIe siècle. La crypte (qui intègre des vestiges romains et lombards) et le clocher restent de la plus ancienne église.
  - L’église Santi Gervasio e Protasio est consacrée aux martyrs du IIIe siècle Gervais et Protais et abriterait leurs reliques.
  - L’église Sant'Eusebio possède une crypte du VIIe siècle d’architecture lombarde.
  - L'église de Santa Maria in Betlem : datant de 1130, elle a été édifiée sur un ancien oratoire d'époque carolingienne dont, sous le plancher de l'église actuelle, sont conservés les vestiges. L'église, de style roman, dépendait de l'évêque de Bethléem et comportait également un hôpital pour le soin des pèlerins et des malades.
  - Le monastère San Felice : le monastère a été fondé par le roi lombard Didier en 760. Il a été supprimé en 1785 et abrite aujourd'hui certains départements de l'université de Pavie.
  - L'église Saint-Marin : l'église a été fondée par le roi lombard Aistolf, qui a été enterré dans l'église. Elle a été modifiée à plusieurs reprises au cours des siècles, mais conserve des parties de la façade et de l'abside du bâtiment d'origine.
  - Monastère Santa Maria Teodote : l'église faisait partie du monastère de Santa Maria Teodote, également connu sous le nom de Santa Maria della Pusterla, qui était l'un des monastères féminins les plus anciens et les plus importants de Pavie. Fondée entre 679 et 700 par le roi Cunipert, elle fut supprimée en 1799 et abrite le séminaire diocésain depuis 1868.
  - La basilique de Santissimo Salvatore a été fondée en 657 par le roi lombard Aripert I comme mausolée des rois de la dynastie bavaroise ; y ont été enterrés Aripert Ier, Perctarit, Cunipert, Liutpert et Aripert II. Par la volonté d'Adélaïde de Bourgogne, Mayeoul de Cluny créa un monastère près de l'église en 971. Il fut reconstruit entre 1453 et 1511.
  - L'église San Lanfranco : fondée au XIe siècle, elle a été reconstruite dans les premières décennies du XIIIe siècle en style roman, elle conserve à l'intérieur l'arche de marbre créée par Giovanni Antonio Amadeo en 1489 pour contenir les reliques de San Lanfranco Beccari.
  - L'église Santi Primo e Feliciano : elle a été construite au XIIe siècle sur les vestiges de bâtiments de l'époque romaine. L'église appartint à l'Ordre des Servites de Marie jusqu'en 1810 puis fut transformée en paroisse. Elle conserve la façade et la structure roman lombard du XIIe siècle, tandis que l'intérieur a été modifié à la Renaissance et au XVIIIe siècle.
  - L'église Santa Maria Gualtieri : l’église a été fondée en 989 par le juge et missus dominicus Walterius. Il a été reconstruit au XIe siècle et reconquis par le pape Urbain II en 1096. En 1788, il a été désaffecté et transformé en magasins et maisons. Il a été acheté par la municipalité de Pavie et restauré en 1991. Il est maintenant utilisé pour des concerts, des expositions et des conférences.
  - L'église de San Lazzaro : l'église a été fondée par la noble famille Salimbene en 1157 à l'extérieur des murs de la ville et le long de la Via Francigena. À l'église, il y avait aussi un hôpital pour le traitement des pèlerins et des lépreux. L'église est de style roman et conserve des fresques du XIIIe siècle.
- d'autres plus récents :

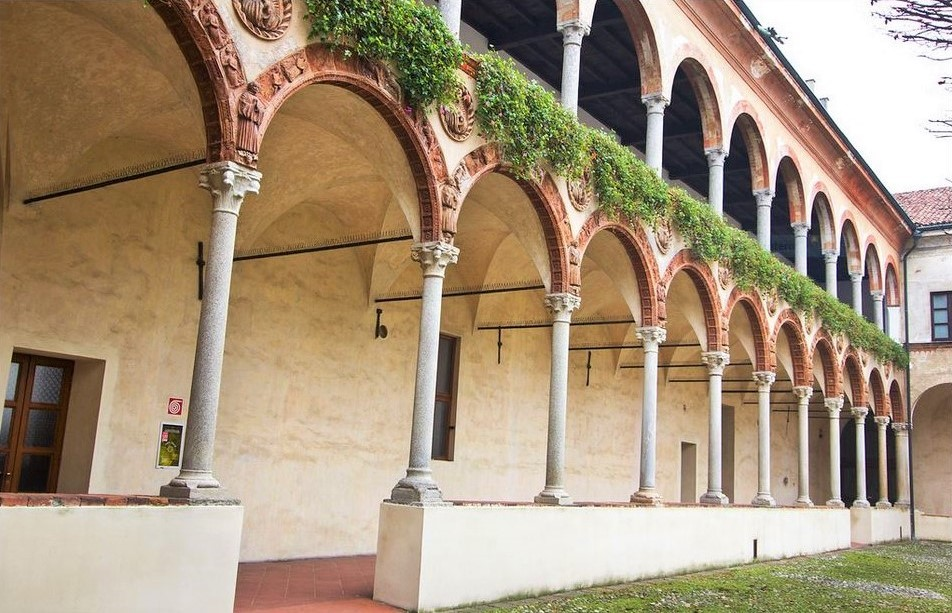
Cloître de Santa Maria Teodote.

  - Cloître de Santa Maria Teodote.Un monument religieux très remarquable de Pavie est sa chartreuse, située à 8 km au nord de la ville. Fondée en 1396, elle comprend un monastère de l'ordre des Chartreux ; sa construction s'est achevée au XVIIIe siècle après ajout constant de nouvelles décorations. Le monastère est toujours occupé par quelques moines, mais reste ouvert gracieusement aux visiteurs.
  - La construction du duomo (cathédrale) débute en 1488, d'après un projet de Donato Bramante, Giovanni Antonio Amadeo et Gian Giacomo Dolcebuono, mais n'est achevée qu'en 1898 avec la construction de la façade et le dôme suivant le plan initial. Le bâtiment possède un plan octogonal. Le dôme central s'élève à 97 m de haut et pèse 20 000 tonnes ; il s'agit du troisième plus grand dôme d'Italie, après ceux de la basilique Saint-Pierre de Rome et de la cathédrale Santa Maria del Fiore de Florence. La cathédrale abrite la dépouille de saint Siro, premier évêque de Pavie (IIe siècle). En 1989, la tour de la Mairie, située sur la flanc gauche de l'église, s'est écroulée et a fait 4 morts.
  - L’église Santa Maria del Carmine est un exemple d’architecture gothique en brique du Nord de l’Italie. Il s’agit de la deuxième plus grande église de Pavie après la cathédrale et son plan a la forme d’une croix latine. Sa façade caractéristique possède une grande rosace.
  - Église San Tommaso : construite sur les vestiges de thermes romains, elle est mentionnée pour la première fois dans un diplôme impérial d'Arnulf de Carinthie daté de 889. L'église devint le siège des frères dominicains en 1302. Les travaux commencèrent en 1320 pour la construction de la nouvelle et plus grande église de style gothique, achevée seulement en 1478. En 1786, le monastère fut supprimé par Joseph II et dans les années 80 du XXe siècle, l'ancienne église et le monastère ont été acquis par l'université de Pavie.
  - L’église Renaissance de Santa Maria di Canepanova est attribuée à Bramante.

### Galerie

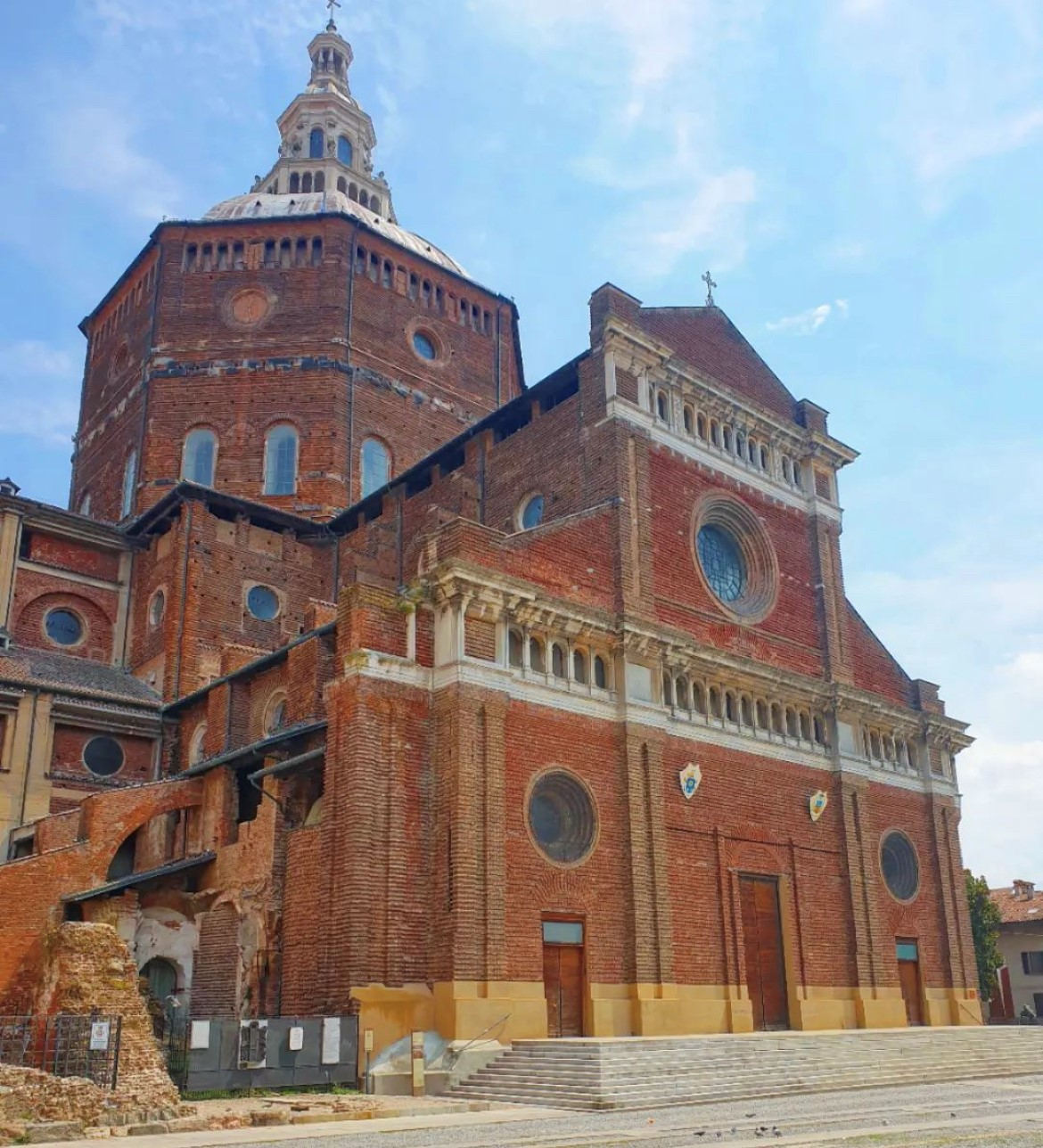
Cathédrale de Pavie.
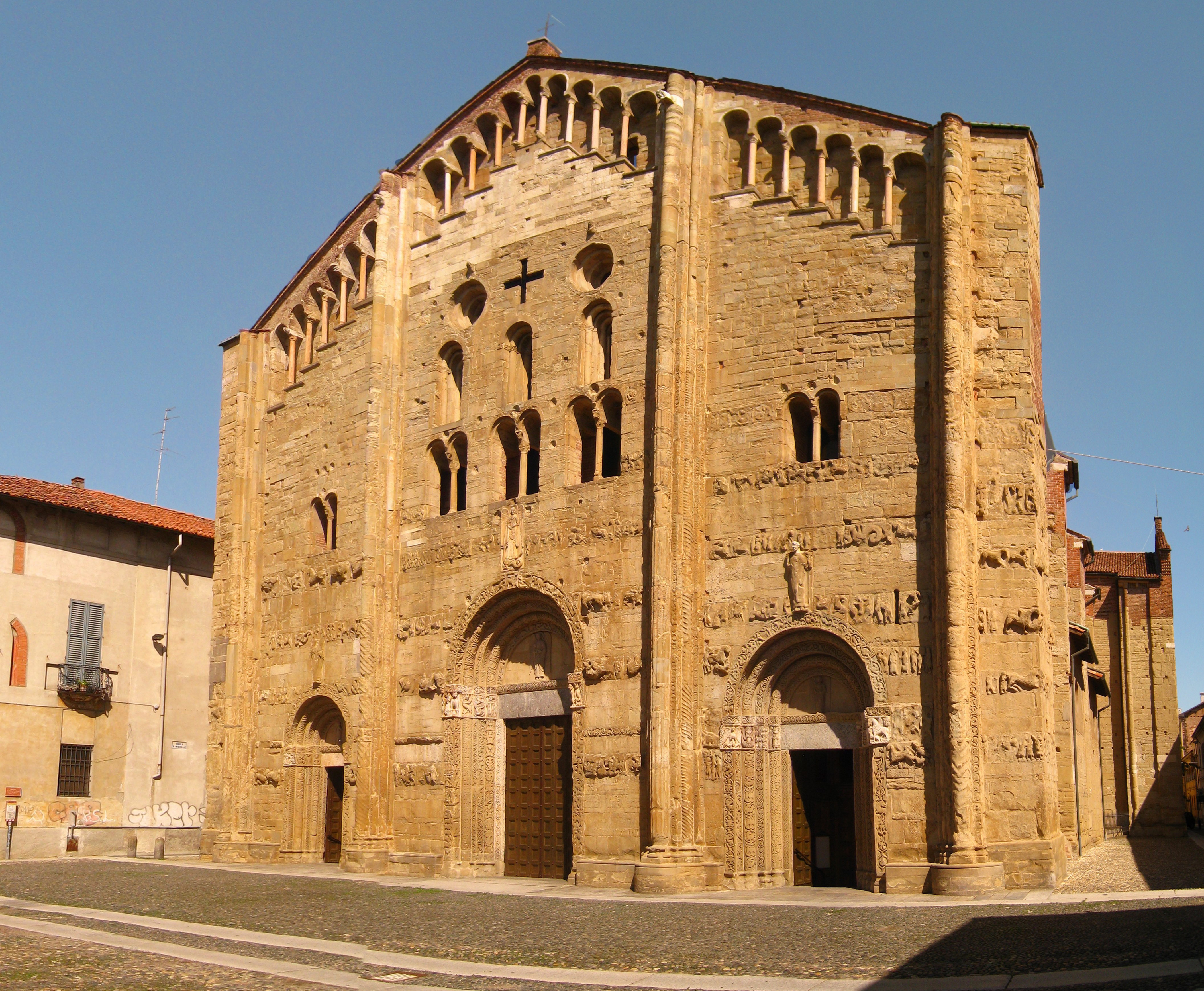
Basilique San Michele Maggiore.
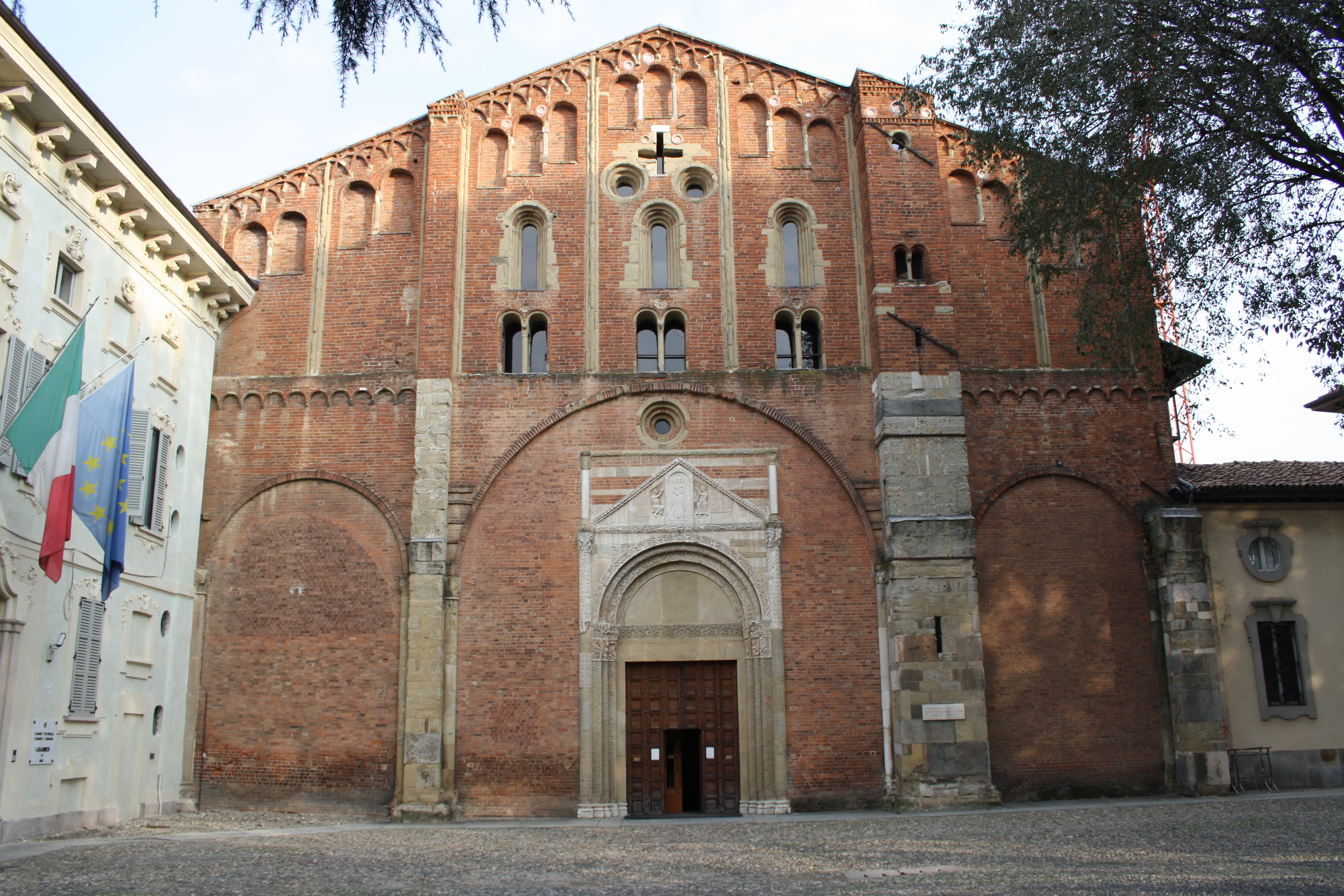
basilique San Pietro in Ciel d'Oro.
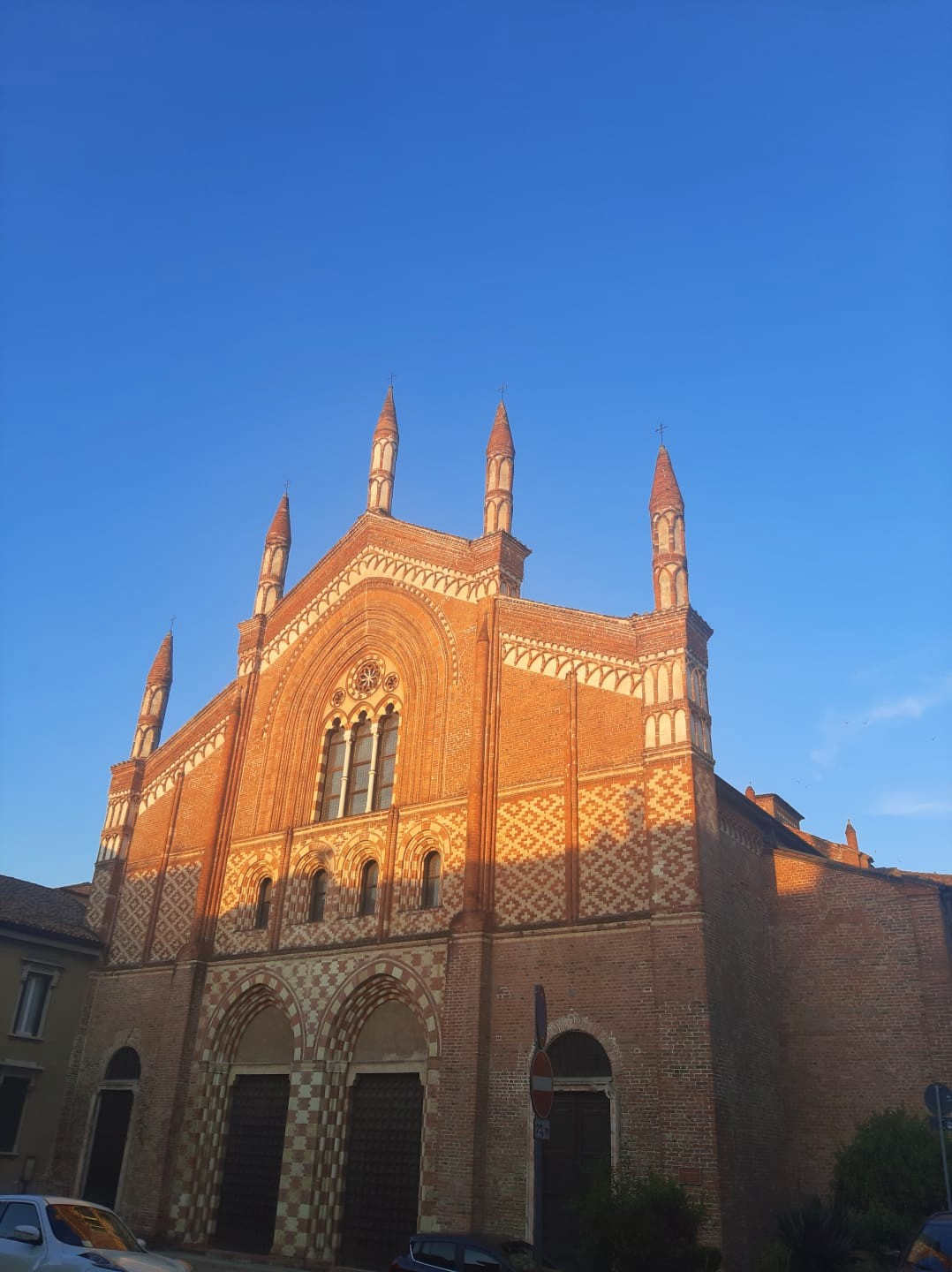
Église San Francesco Grande.
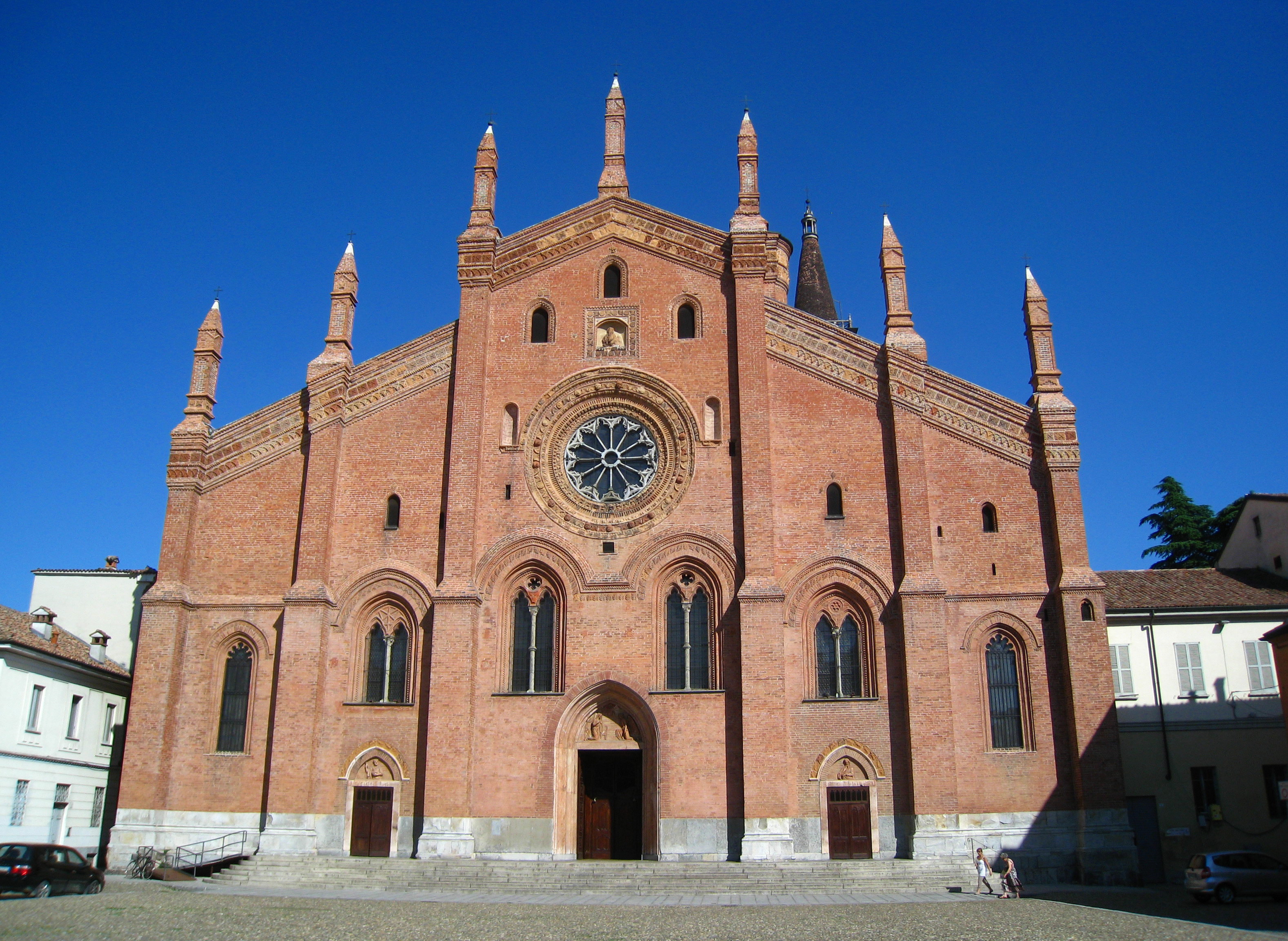
Église Santa Maria del Carmine.
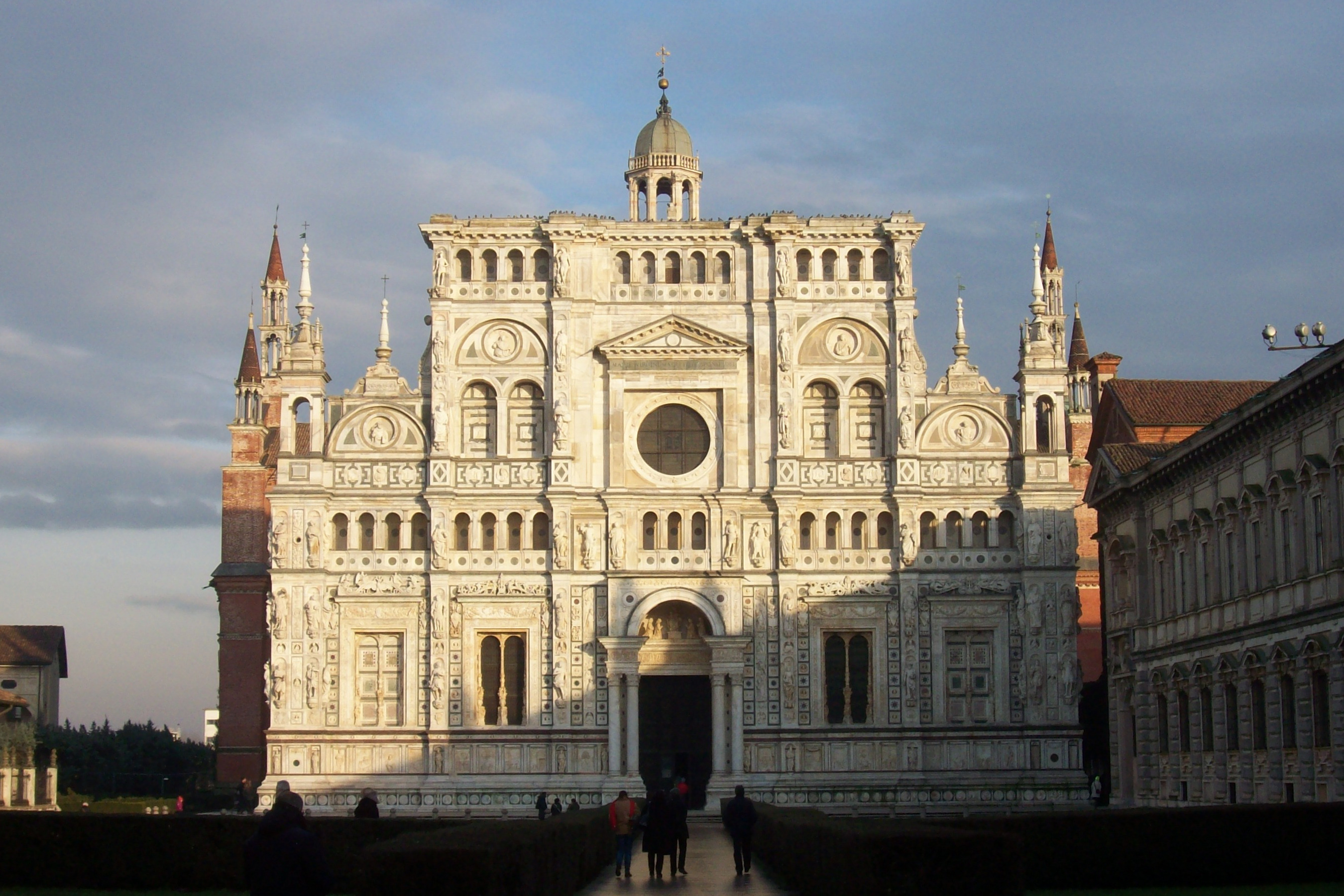
Chartreuse de Pavie.
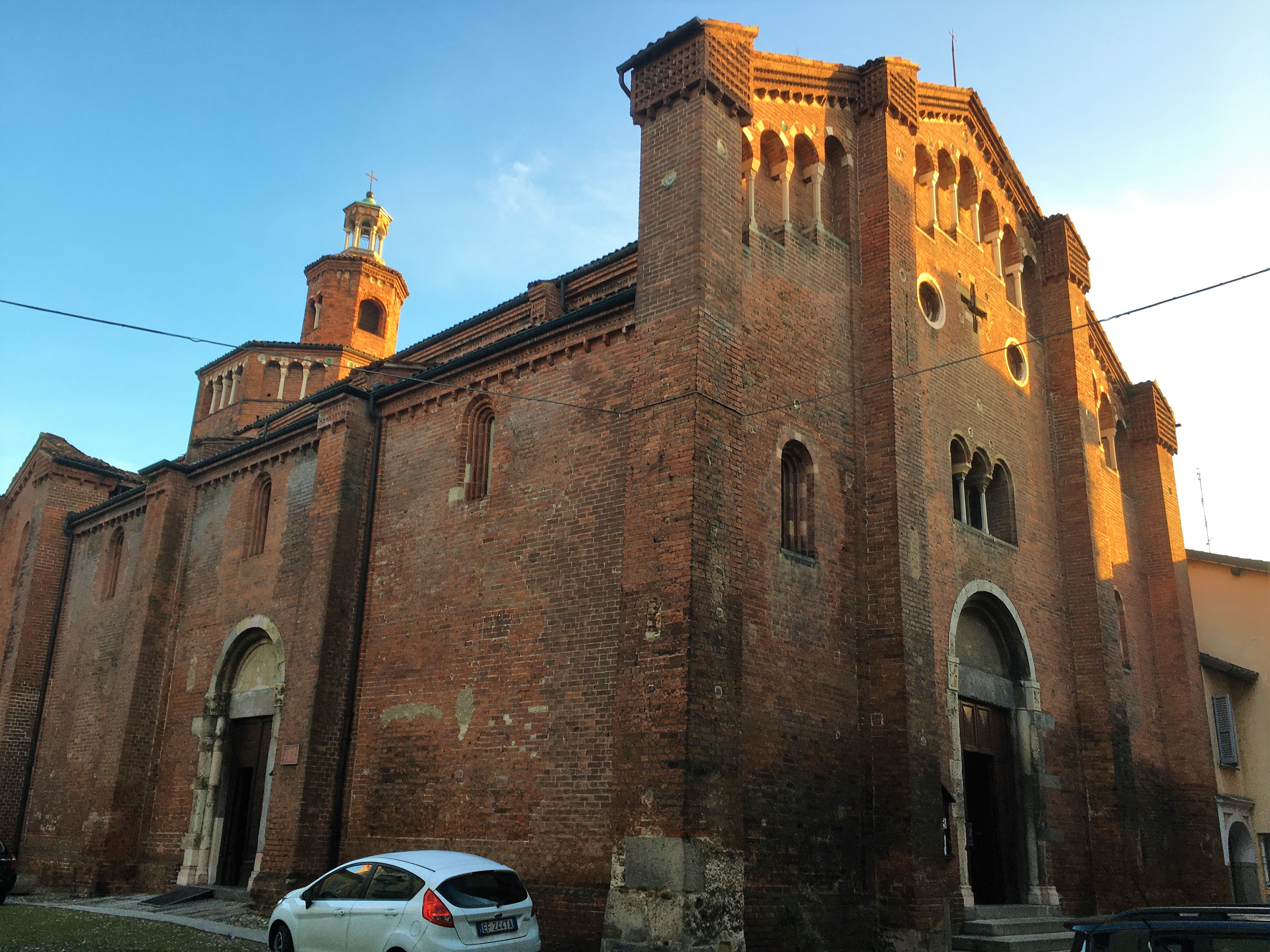
Basilique San Teodoro.
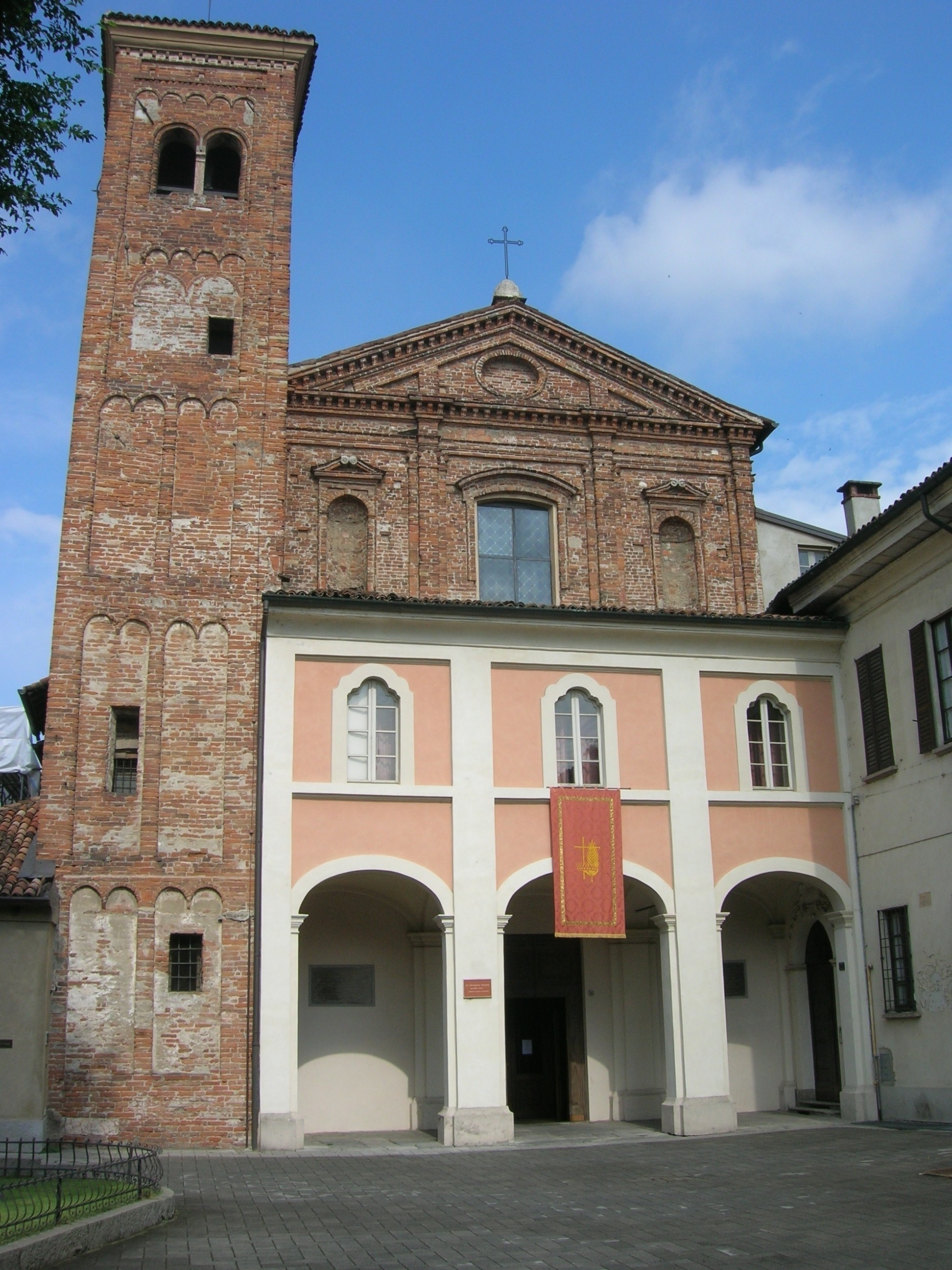
Église Santi Gervasio e Protasio.
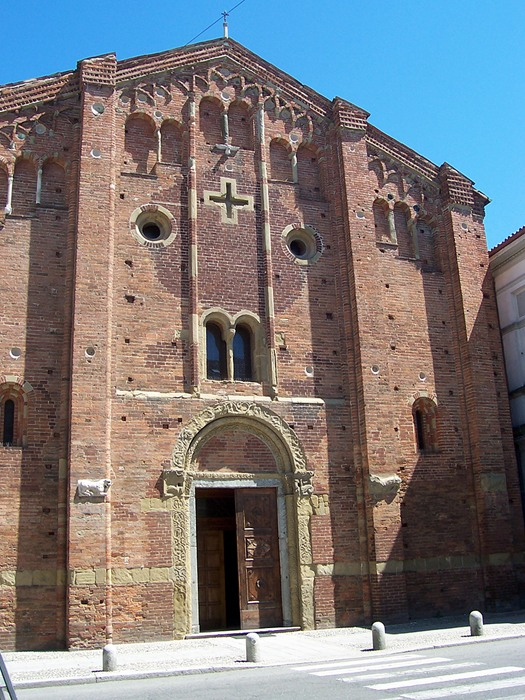
Église de Santa Maria in Betlem.

### Autres monuments
- Le château Visconti (Castello Visconteo), construit entre 1360 et 1365 par Galéas II Visconti, est une large construction fortifiée qui servait de résidence privée plutôt que de forteresse. Le poète Pétrarque y a vécu après avoir accepté l'invitation de Jean Galéas Visconti à s'occuper de la bibliothèque, riche d'un millier de livres et de manuscrits, perdue depuis. Le château abrite les musées civiques de Pavie.

- La pinacothèque Malaspina conserve entre autres œuvres, la Vierge à l'Enfant en gloire avec les saints François et Claire, qui date de 1390-1395, peinte par Gentile da Fabriano.

- Le château de Mirabello : le château se trouve dans ce qui était autrefois le Parc Visconti, près de Mirabello di Pavia. Entre le XIVe et le XVIe siècle, c'était le siège du Capitaine du Parc, l'autorité administrant le Parc Visconti au nom des familles Visconti et Sforza. Seule une aile du château d'origine a survécu.

- L'université de Pavie, fondée en 1361, est l'une des plus anciennes d'Europe ; une école de rhétorique est mentionnée dès 825, dans une capitulaire du roi Lothaire, faisant éventuellement de ce centre la proto-université la plus ancienne d'Europe. Le bâtiment central est un bloc de douze cours datant du XVe au XIXe siècle. La façade va du style baroque au néoclassicisme.

La caractéristique du centre historique de Pavie est la présence de tours nobles médiévales qui survivent dans son tissu urbain, bien qu'elles aient été autrefois plus nombreuses, comme en témoigne la représentation de la ville du XVIe siècle peinte à fresque dans le basilique San Teodoro. Ils ont été pour la plupart construits entre le XIe et le XIIIe siècle lorsque la cité gibeline était au plus fort de son épanouissement roman. Les tours présentes à Pavie, sur la base de la documentation historique et iconographique, devaient être d'environ 65, dont environ 25 survivent.
- Le Broletto de Pavie, un palais construit entre les XIIe et XIIIe siècles, était le siège de la mairie de Pavie jusqu'en 1875 et abrite aujourd'hui l'IUSS School for Advanced Studies et est également utilisé comme siège d'expositions temporaires d'art moderne et contemporain.

- Le Ponte Coperto est un pont couvert qui franchit le Tessin et relie la vieille ville à la rive droite. Le pont est la reconstruction d'un pont plus ancien datant du XIVe siècle et sérieusement endommagé pendant la Seconde Guerre mondiale.
- La Casa degli Eustachi  est un petit bâtiment en brique de style gothique construit dans les premières décennies du XVe siècle par Pasino Eustachi, capitaine de la flotte de Jean Galéas Visconti et Philippe Marie Visconti.
- La Palazzo Cornazzani c'est un bâtiment datant du XVe siècle, qui a été habité, à différentes époques, par Ugo Foscolo, Contardo Ferrini, Ada Negri et, entre 1895 et 1896, Albert Einstein.
- Le Palazzo Carminali Bottigella est un palais noble construit par l'ancienne famille Beccaria de Pavie. La structure originale de l'ère Sforza a été construite entre 1490 et 1499. La façade, qui conserve les décorations en terre cuite d'origine, est l'un des principaux exemples de construction civile de la Renaissance à Pavie.

- Le Almo Collegio Borromeo : fondé en 1561 par Charles Borromée, est le plus ancien collège de l'université de Pavie dans le nord de l'Italie.

- Le Collège Ghislieri : fondé en 1567 par le pape Pie V, est le deuxième ancien collège de Pavie, l'autre premier étant Almo Collegio Borromeo, et l'un des plus anciens collèges d'Italie.

- Le Collège Castiglioni Brugnatelli : le collège a été fondé par le cardinal Branda Castiglioni en 1429. Le bâtiment, de style gothique, conserve à l'intérieur une chapelle décorée de fresques par Bonifacio Bembo en 1475.

- Le palais Mezzabarba : construit dans le style rococo entre 1726 et 1732, il est depuis 1875 l'hôtel de ville de Pavie.
- Le palais Botta Adorno : a été construit sur un ancien bâtiment médiéval qui appartenait à la noble famille Beccaria, il a été reconstruit par les Botta Adornos entre les XVIIe et XVIIIe siècles. Elle fut habitée par Antoniotto Botta Adorno, haut officier de la monarchie des Habsbourg et plénipotentiaire des Pays-Bas autrichiens. Le bâtiment a été acheté par l'université de Pavie en 1887 et abrite aujourd'hui le Musée d'histoire naturelle de Pavie.
- Le Palazzo Bellisomi Vistarino il a été conçu par Francesco Croce et construit en style rococo entre 1745 et 1753 par le marquis Gaetano Annibale Bellisomi, à l'endroit où se trouvait auparavant l'ancienne résidence familiale médiévale. Depuis 2013, c'est le siège de la fondation Alma Mater Ticinensis de l'université de Pavie.

- Le Théâtre Fraschini : opéra commandé par quatre aristocrates de Pavie à Antonio Galli da Bibbiena entre 1771 et 1773. En 1869, il fut acquis par la municipalité de Pavie et dédié au ténor pavese Gaetano Fraschini.

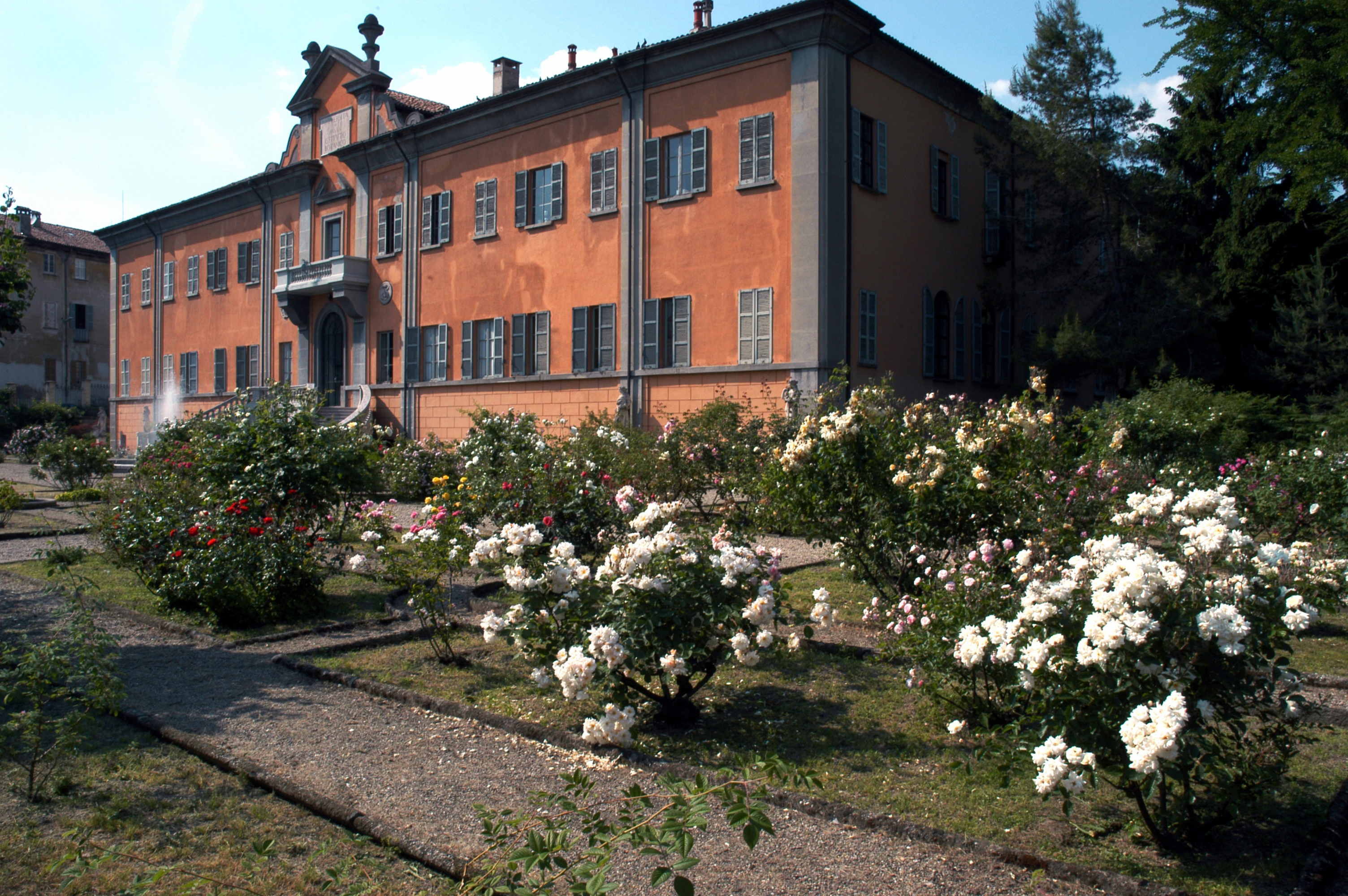
Jardin botanique de l'université de Pavie (1773).
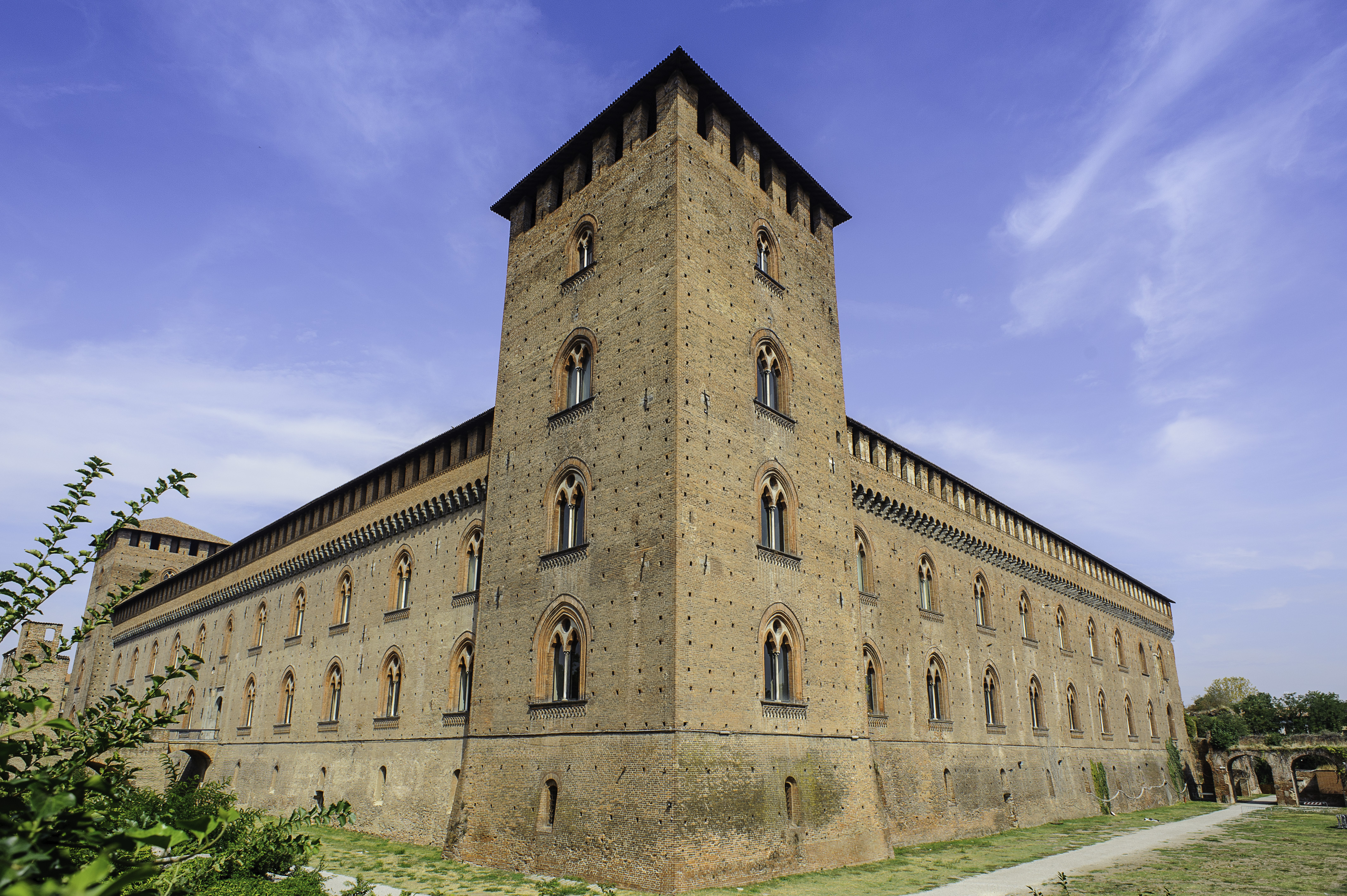
Château Visconti (1360-1365).
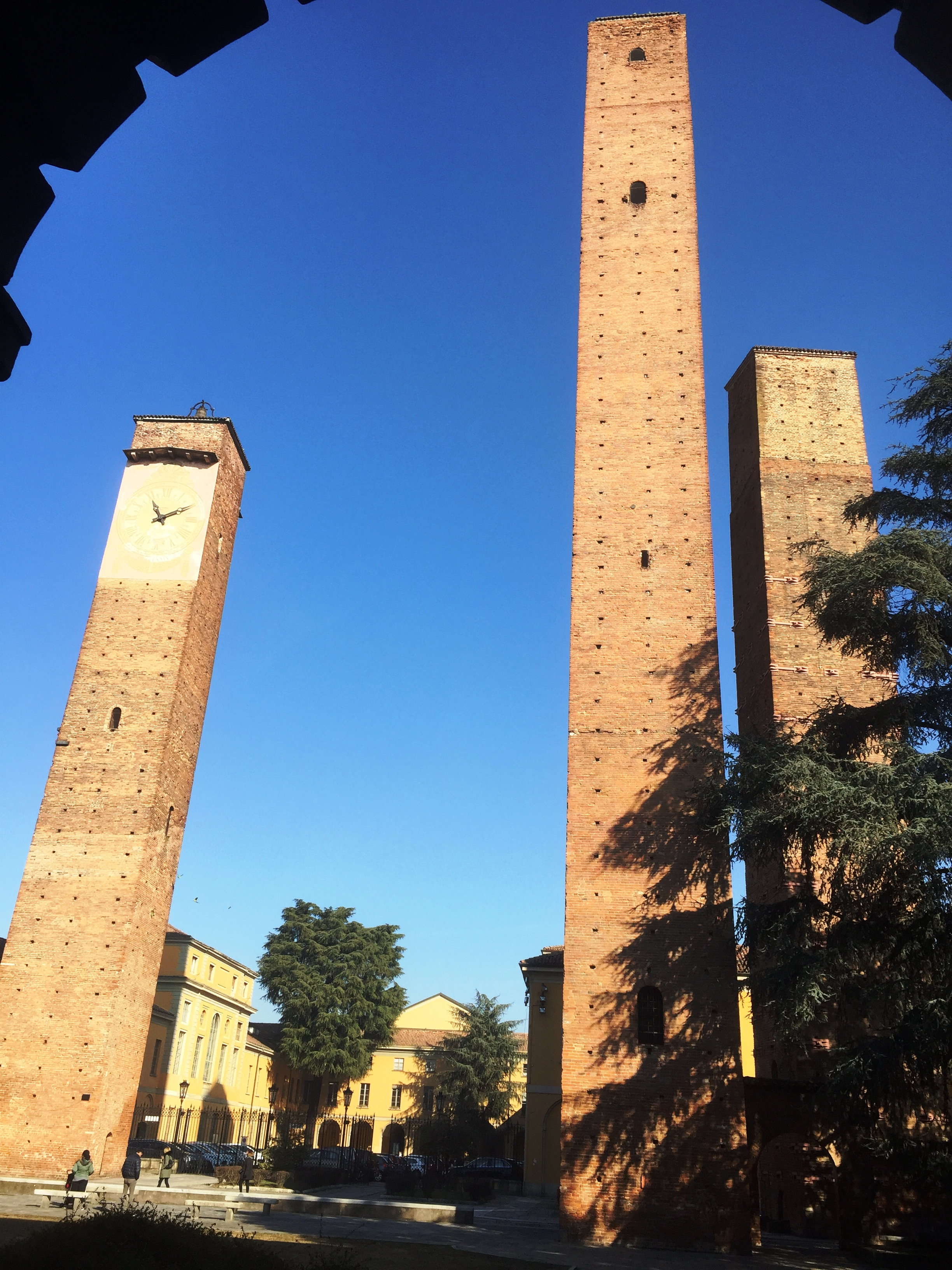
Tours médiévales (XIIe siècle).
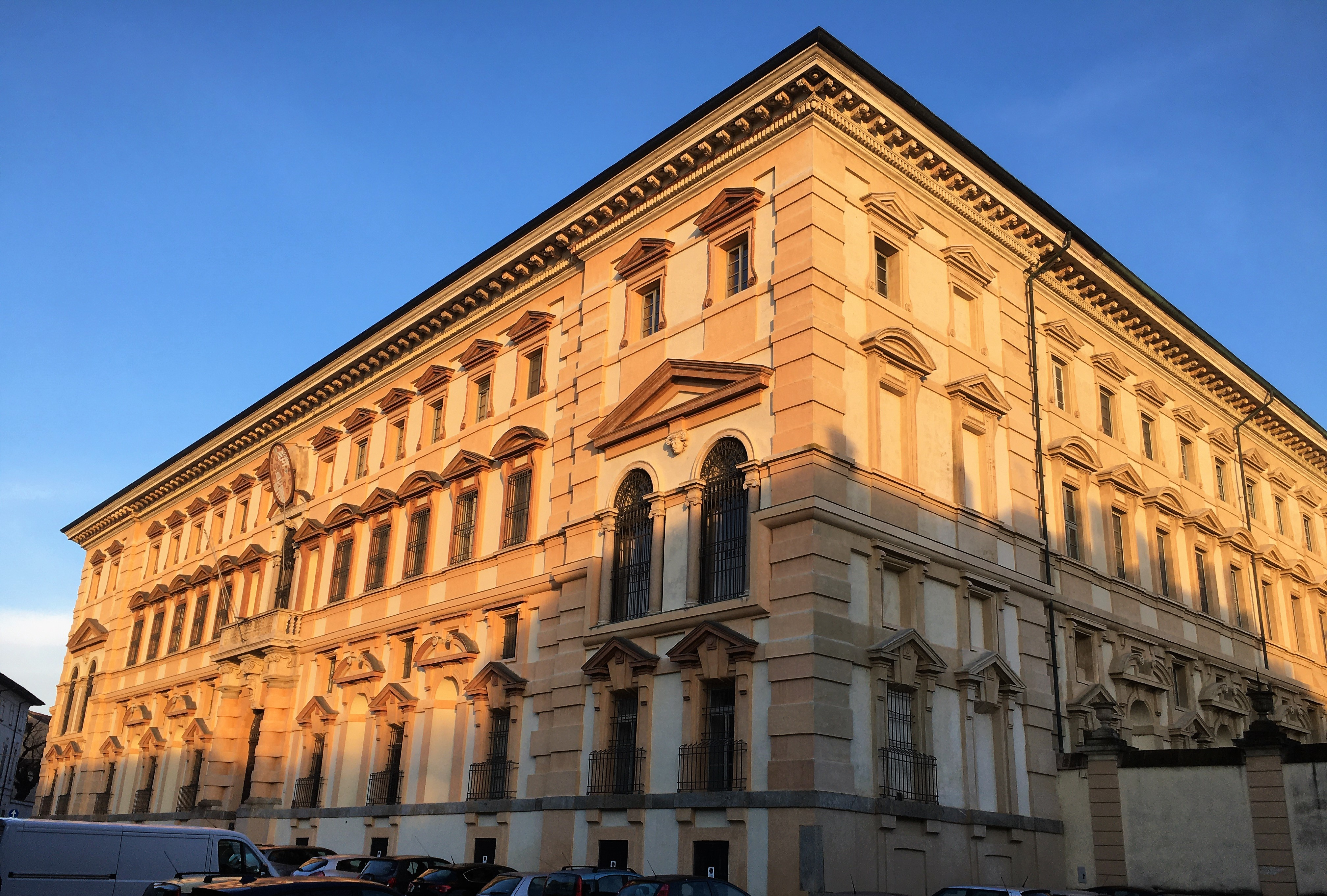
Pellegrino Tibaldi, Collège Borromeo (1564- 1588).
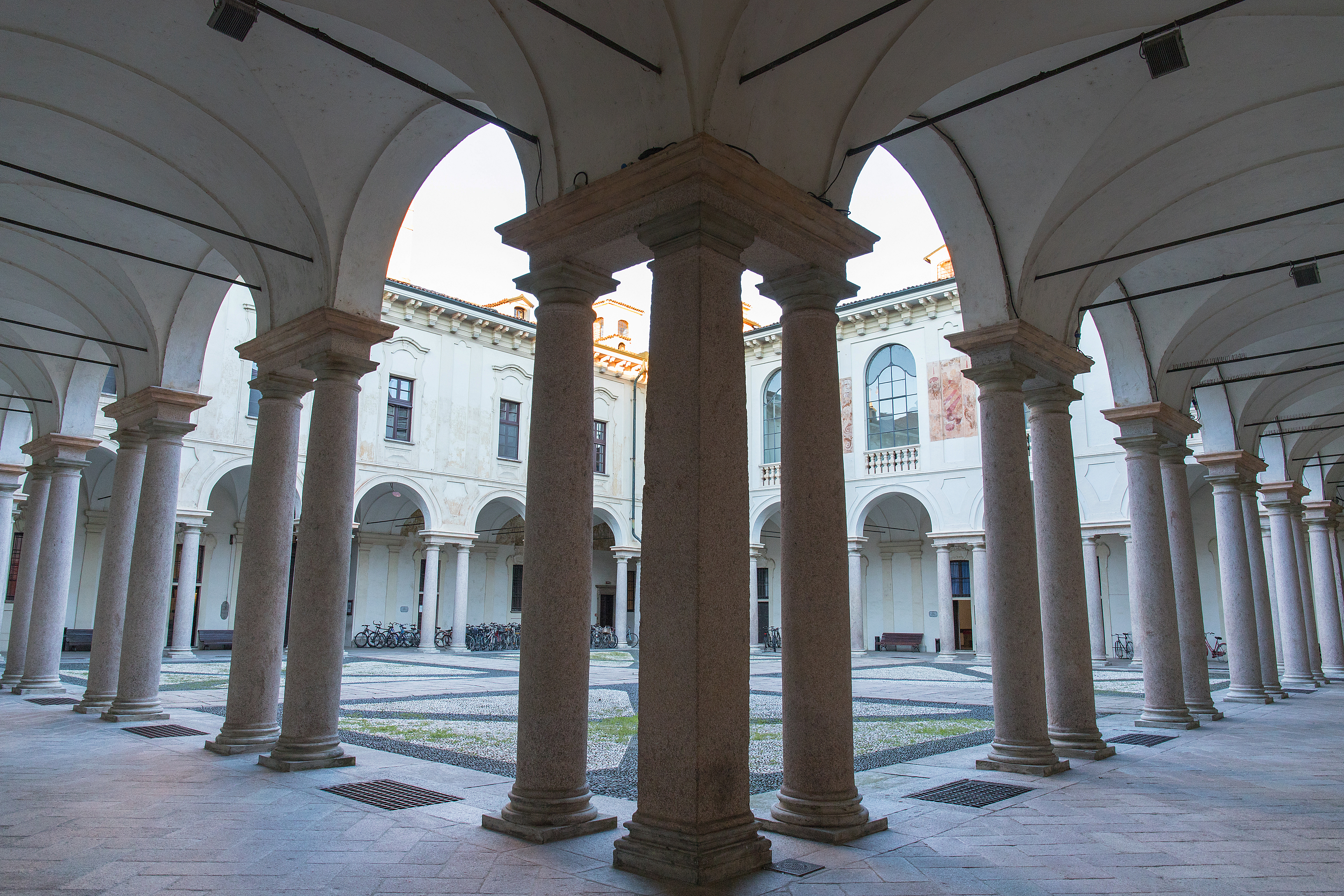
Pellegrino Tibaldi, Collège Ghislieri (1571- 1585).
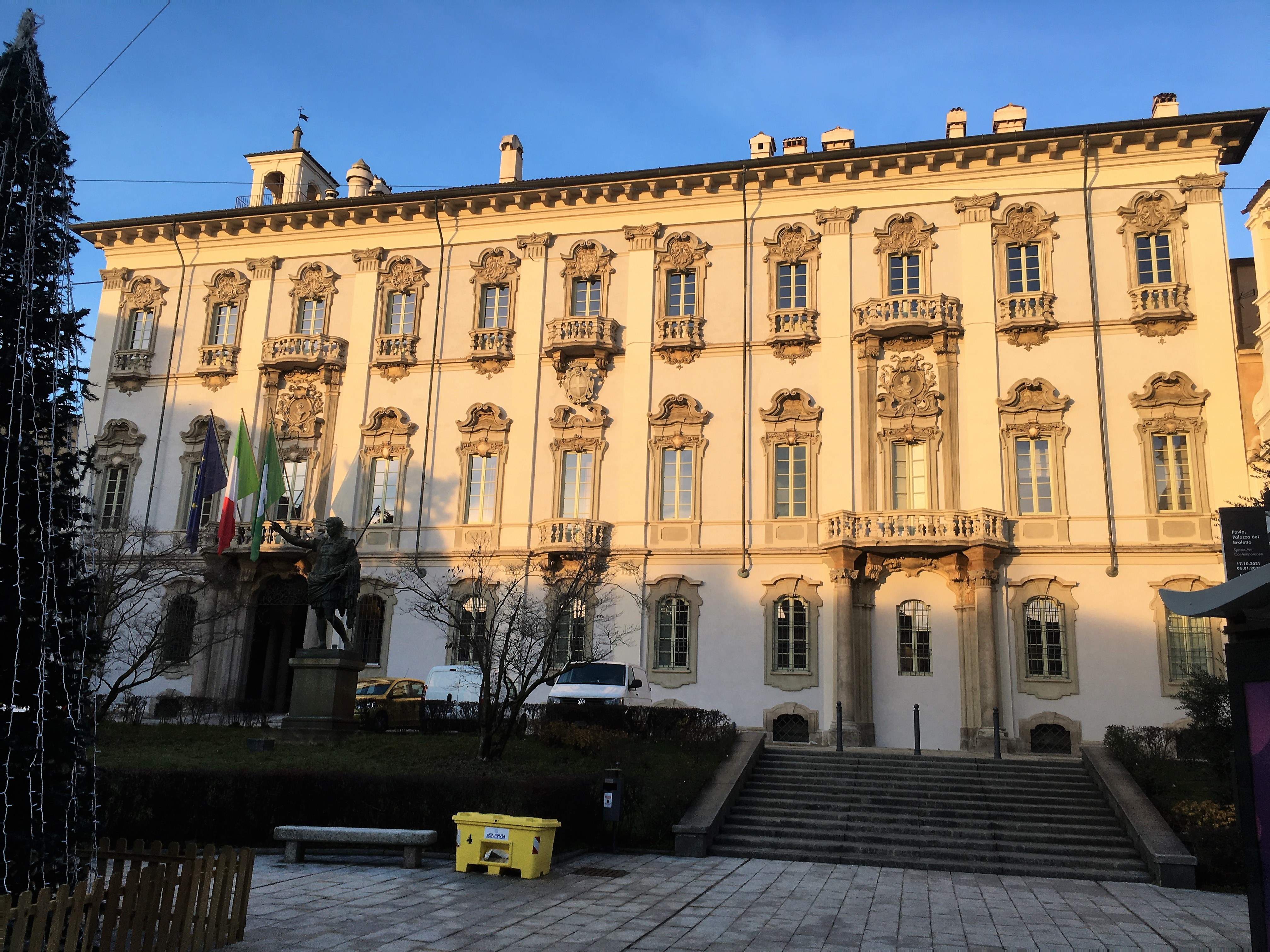
Palais Mezzabarba (hôtel de ville), 1726.
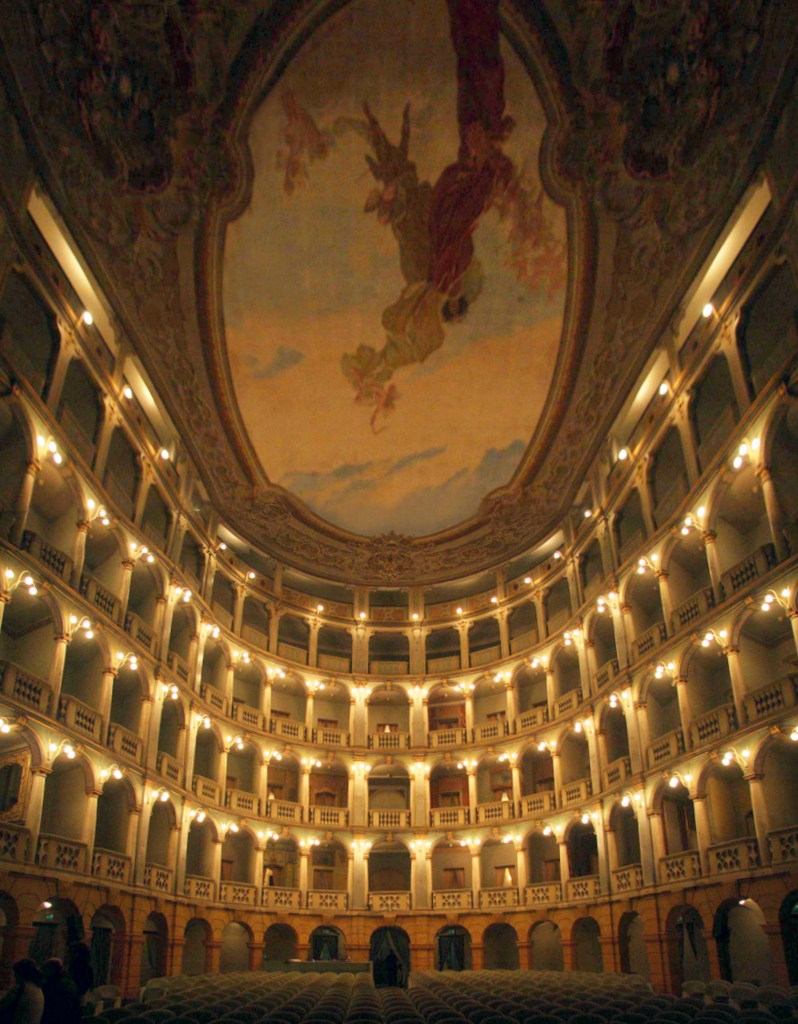
Théâtre Fraschini, Antonio Galli da Bibiena (1771-1773).
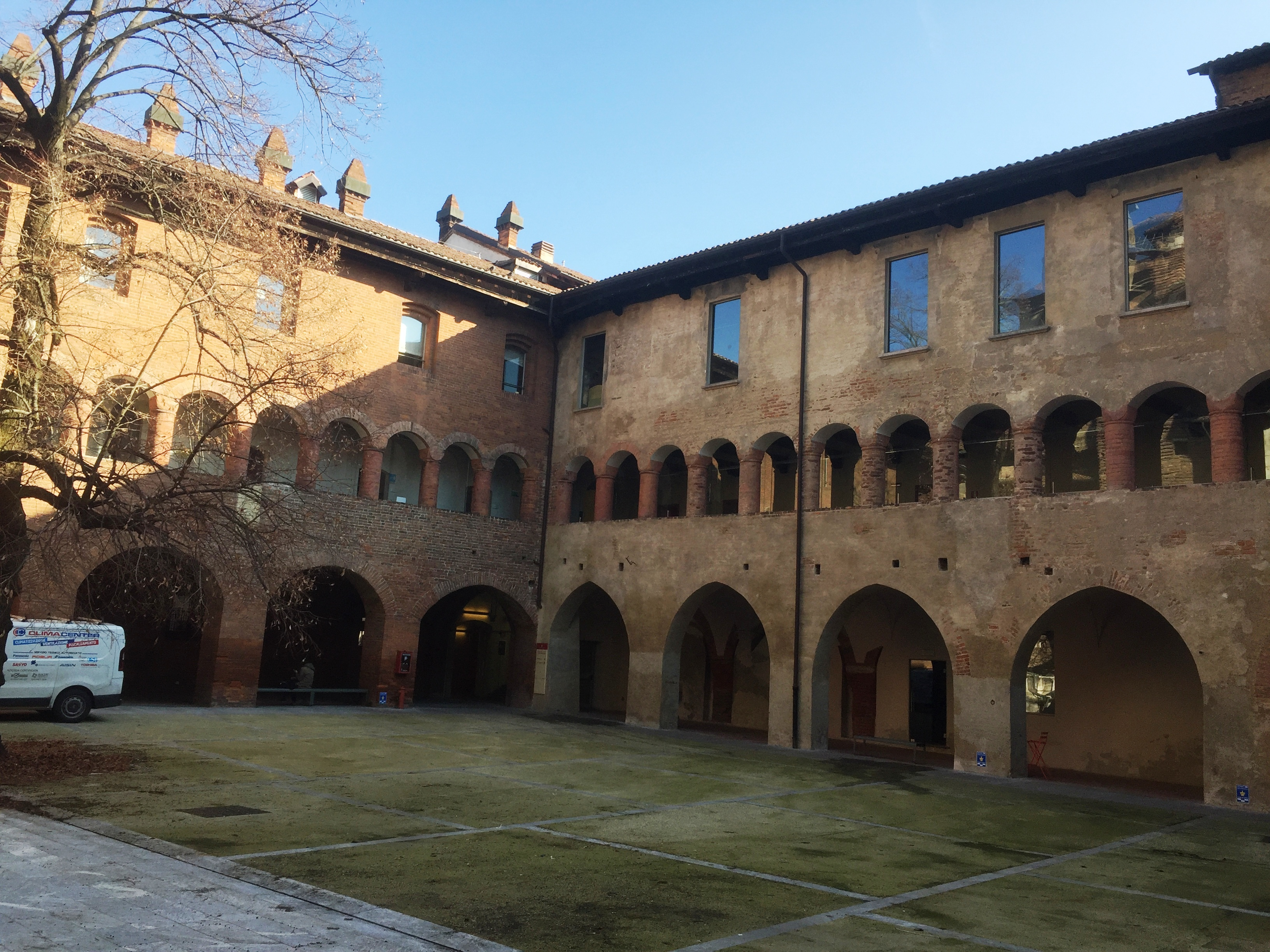
La cour du Palais del Broletto de Pavie (XIIe – XIIIe siècle).

## Culture

### Musées
Pavie possède un trésor artistique remarquable, héritage du passé prestigieux de la ville, divisé en plusieurs musées.

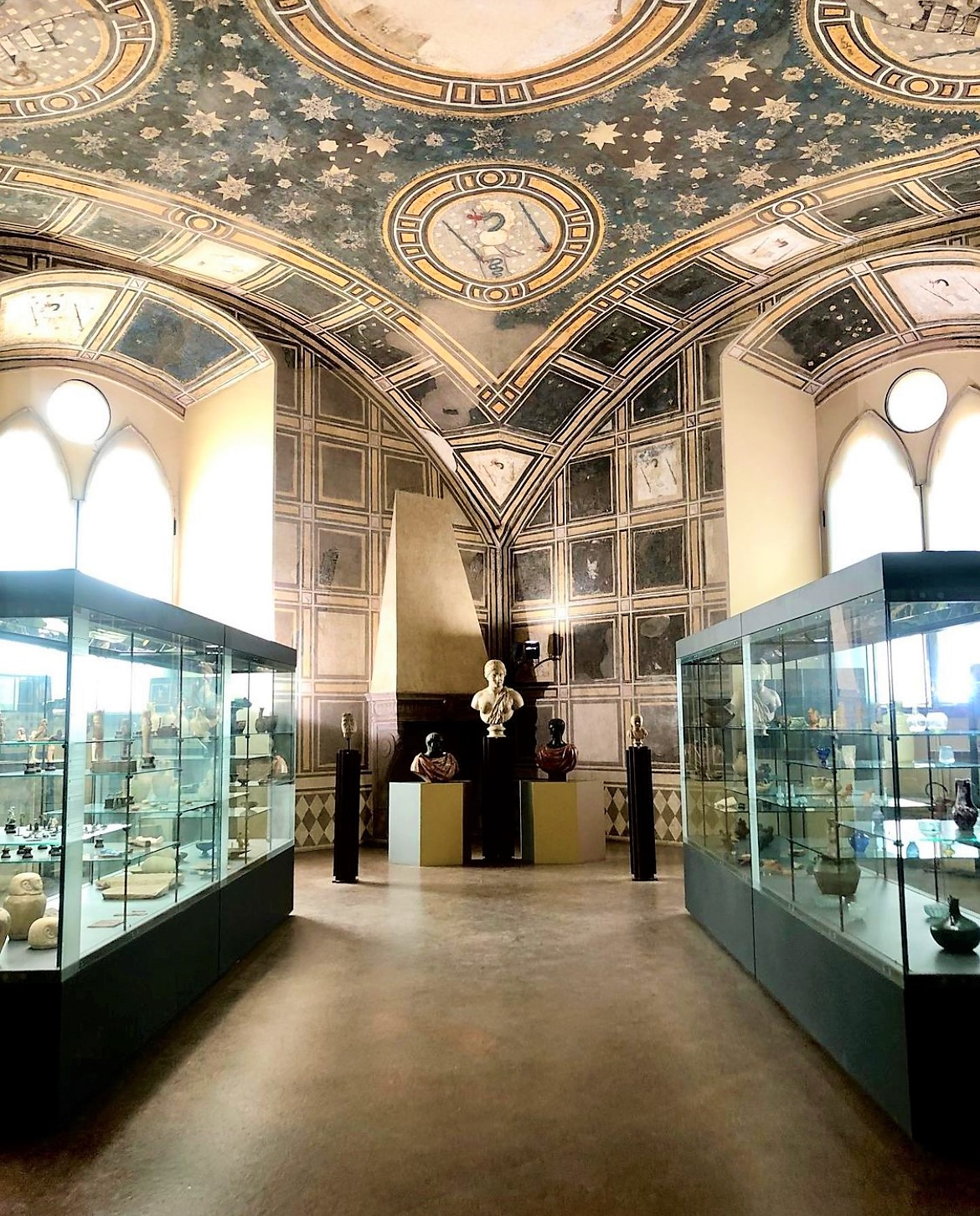
Une des salles des Musées civiques à l'intérieur du Château Visconti.

Les Musées civiques de Pavie (situés dans le château Visconti) sont divisés en plusieurs sections : Archéologique, qui conserve l'une des plus riches collections de verre romain du nord de l'Italie et d'importants artefacts et découvertes archéologiques de la période lombarde, tels que les plutei de Santa Maria Théodote et la collection (la plus importante d'Italie) d'épigraphes lombardes, dont certaines appartiennent aux tombes de rois ou de reines. Ensuite, il y a la section roman et Renaissance qui expose des sculptures, des architectures et des mosaïques. La collection romane est très riche, l'une des plus importantes du nord de l'Italie, qui conserve également d'importants plats architecturaux orientaux de l'Orient islamique et byzantin qui ornaient les façades des églises et des bâtiments. Des œuvres de Jacopino da Tradate, Giovanni Antonio Amadeo, Cristoforo et Antonio Mantegazza et Annibale Fontana sont également exposées. Les musées civiques abritent également le musée du Risorgimento, consacrant un espace particulier à la vie sociale, économique et culturelle de Pavie entre les XVIIIe et XIXe siècles, la collection d'objets africains recueillis par Luigi Robecchi Bricchetti lors de ses explorations et la collection numismatique, qui abrite plus plus de 50 000 pièces, la plupart appartenant à Camillo Brambilla, qui couvrent une période chronologique entre les émissions grecques classiques et la frappe de la période moderne.
La Pinacothèque Malaspina (laquelle fait partie des musées civiques de Pavie) fondée par le marquis Luigi Malaspina di Sannazzaro (Pavie 1754-1834), abrite des œuvres d'artistes importants de la scène italienne et internationale, du XIIIe au XXe siècle, tels que Gentile da Fabriano, Vincenzo Foppa, Giovanni Bellini, Antonello da Messina, Bernardino Luini, Correggio, Paolo Veronese, Guido Reni, Francesco Hayez, Giovanni Segantini et Renato Gottuso. La maquette monumentale en bois de la cathédrale de Pavie de 1497 est également exposée à l'intérieur de la galerie de tableaux.
Le réseau de musées de l'université est très vaste, composé du musée pour l'histoire de l'université de Pavie, divisé entre la section de médecine, où sont également exposées des préparations anatomiques et pathologiques, des instruments chirurgicaux (l'attirail chirurgical de Giovanni Alessandro Brambilla) et la vie- cires anatomiques de taille, fabriquées par le céroplaste florentin Clemente Susini et la section de physique qui abrite le cabinet de physique d'Alessandro Volta (où sont exposés des centaines d'instruments scientifiques des XVIIIe et XIXe siècles, certains appartenant à Alessandro Volta).

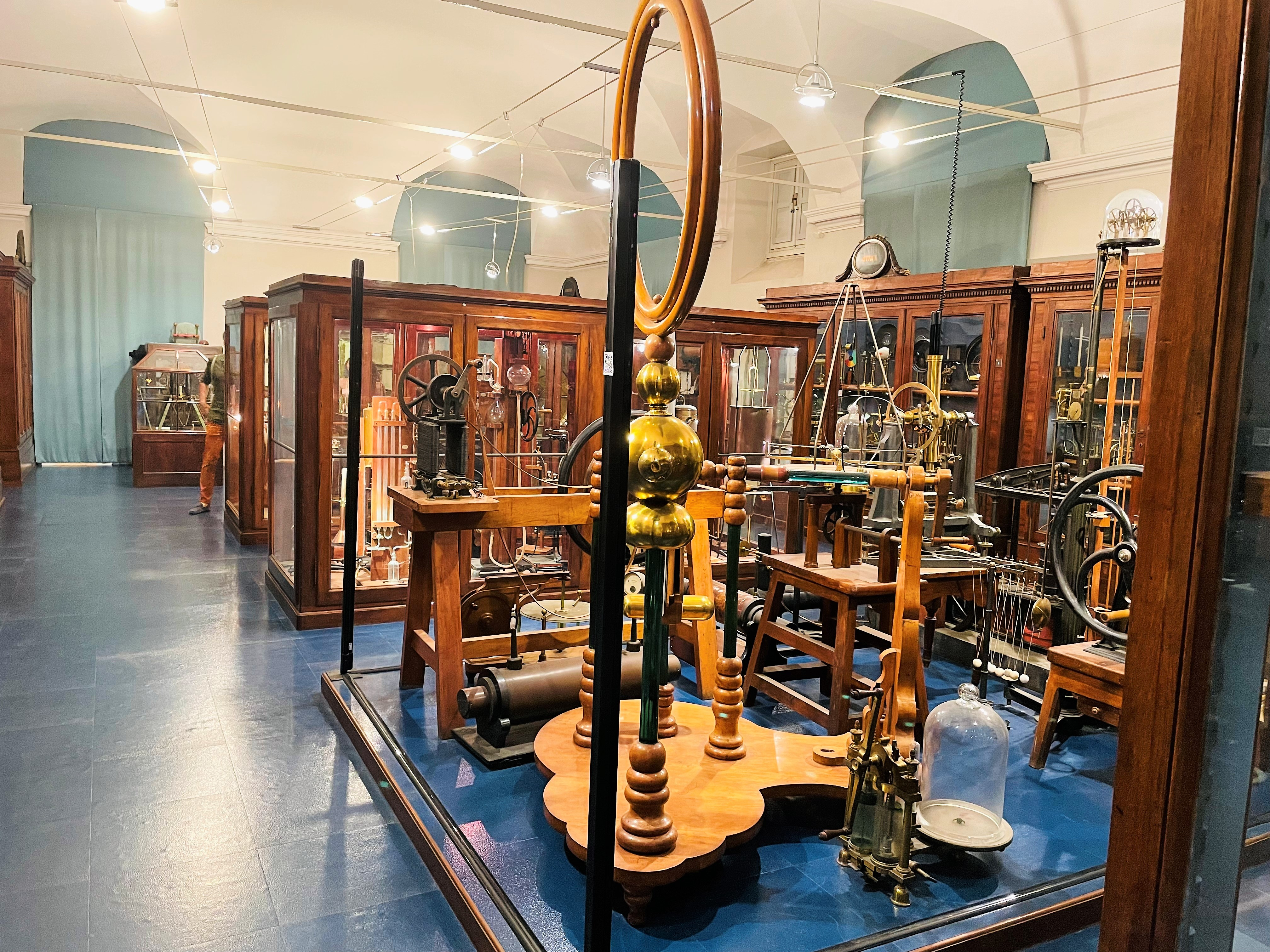
Musée pour l'histoire de l'université de Pavie, collection d'instruments pour l'étude de la chimie et de la physique,, certains appartenant à Alessandro Volta.

Le Musée d'archéologie de l'université a été créé par Pier Vittorio Aldini en 1819 et abrite des objets préhistoriques, égyptiens, grecs, étrusques (y compris une collection d'ex-voto en argile donnés par le pape Pie XI) et romains (certains de Pompéi).
Le Musée d'Histoire Naturelle de Pavie (Kosmos), installé à l'intérieur du Palazzo Botta Adorno, est l'un des plus anciens d'Italie, il a en fait été fondé par Lazzaro Spallanzani en 1771 et qui conserve un patrimoine naturaliste de haute valeur scientifique et historique, dont près de 400 000 trouvailles réparties entre les collections de zoologie, d'anatomie comparée et de paléontologie. Ensuite, il y a le musée Golgi, situé dans les mêmes environnements dans lesquels Camillo Golgi et ses étudiants ont travaillé, des salles et des laboratoires qui conservent à la fois le mobilier d'origine et les instruments scientifiques de l'époque, afin de permettre au visiteur d'entrer dans un 19e centre de recherche du siècle ; tandis que le Musée de la technique électrique, construit en 2007, illustre l'histoire de la technologie électrique dans cinq sections. Viennent ensuite le Musée de Chimie, celui de Physique et le Musée de Minéralogie, fondé par Lazzaro Spallanzani.

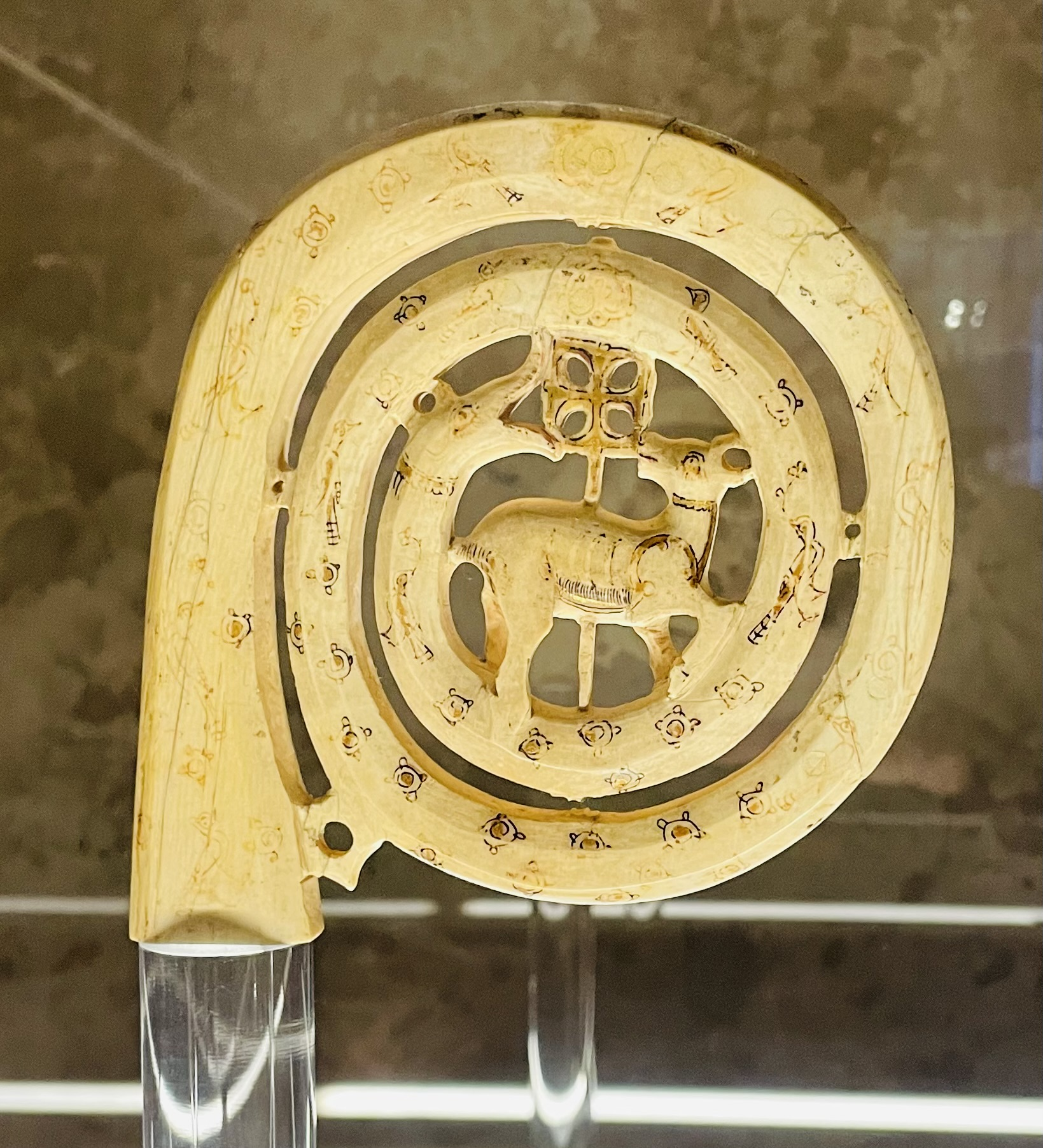
Musée diocésain de Pavie, maître sicilien-arabe, crosse épiscopale, ivoire, XIIe siècle.

À côté de la cathédrale, à l'intérieur de la crypte de l'ancienne cathédrale de Santa Maria del Popolo (XIe siècle), se trouve le musée diocésain, inauguré en 2023, qui rassemble de l'argenterie et des objets liturgiques (parmi lesquels une crosse épiscopale en ivoire d'éléphant sculpté, peint et doré réalisé par un atelier sicilien par la main d'artisans arabes et datant de la fin du XIIe siècle), sculptures et peintures, comme le panneau de la Madonna della Misericordia de Lorenzo Fasolo.

### Bibliothèques et archives

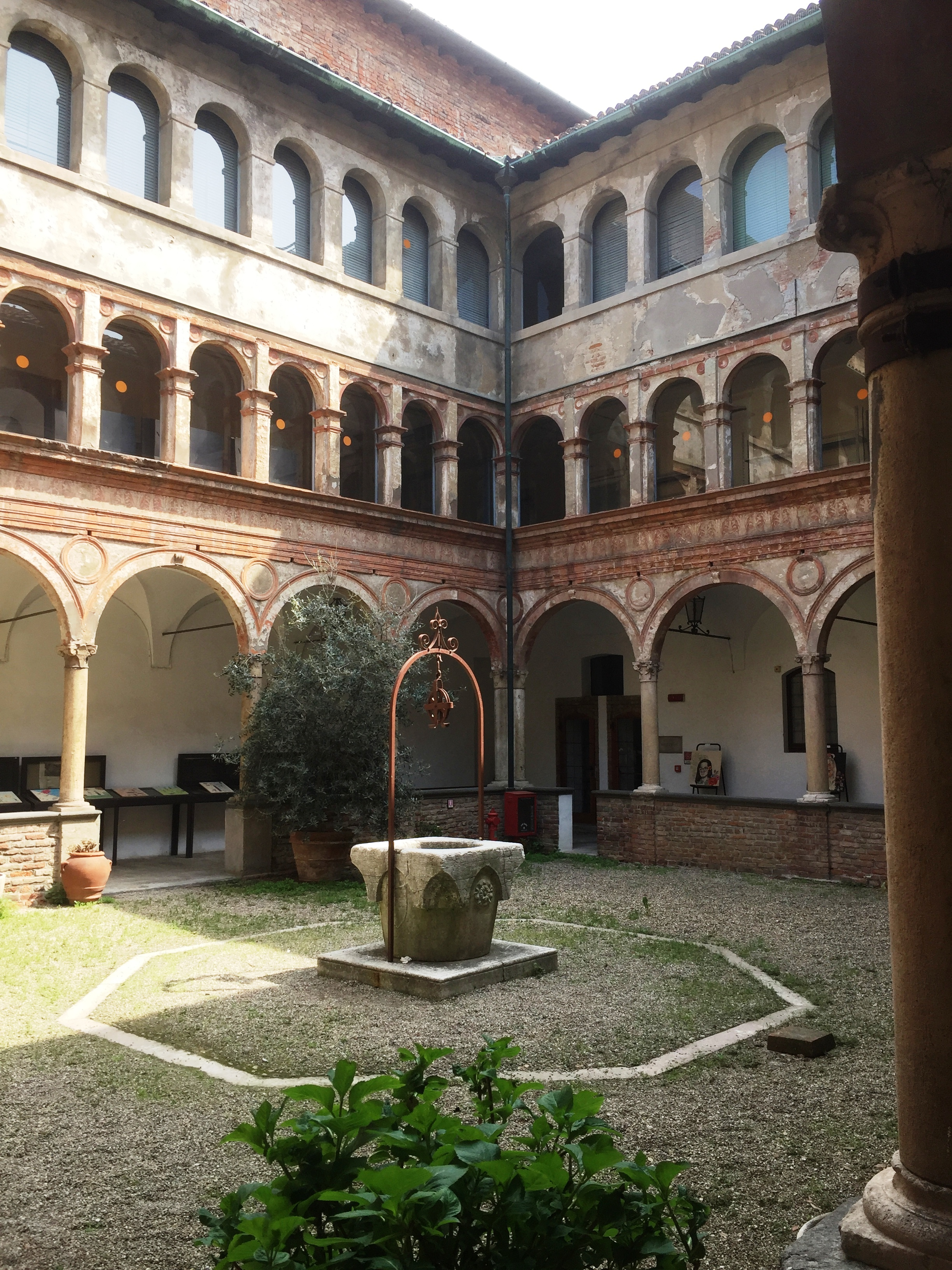
L'Archivio di Stato est basé dans l'ancien monastère de San Maiolo, fondé au.

L'histoire de la municipalité de Pavie, du Xe au XXe siècle, peut être racontée à travers la quantité de documentation recueillie au sein de l'Archivio Storico Civico (créé en 1895), qui contient également des collections contenant les archives de nombreuses familles aristocratiques de Pavie et de personnalités de la ville, comme Gaetano Sacchi, Benedetto Cairoli et Luigi Robecchi Bricchetti. L'Archivio di Stato (fondé en 1959) collecte également des fonds d'archives nobles (Beccaria, Bottigella, Belcredi, Malaspina) et plus encore, comme la collection Mori, qui rassemble les papiers de Cesare Mori. Sont également conservés dans les archives les actes des notaires de Pavie (1256-1907), les cartes du cadastre thérésien de la région de Pavie (XVIIIe – XIXe siècles) et les archives de l'université (1341-1897), de la Hôpital San Matteo (1063-1900), la Préfecture, la Préfecture de Police et le Tribunal. Tout aussi important est l'Archivio Storico Diocesano, qui abrite la documentation du diocèse de Pavie depuis le Xe siècle.
Le Centro per gli studi sulla tradizione manoscritta di autori moderni e contemporanei (anciennement le « Centre de recherche sur la tradition manuscrite des auteurs modernes et contemporains », également connu sous le nom de « Centre des manuscrits »), fondé par Maria Corti en 1980, est responsable de la conservation et à l'étude du patrimoine archivistique et bibliographique moderne et contemporain. Le centre, parmi les plus importants du genre en Italie, conserve des collections de matériel documentaire (manuscrits, tapuscrits, lettres, premières éditions, bibliothèques, photographies, dessins, mobilier, peintures et autres objets) relatifs aux écrivains, intellectuels, éditeurs, artistes et scientifiques des deux derniers siècles. Parmi les collections d'archives conservées, on se souvient de celles d'Alberto Arbasino, Riccardo Bacchelli, Romano Bilenchi, Emilio De Marchi, Ennio Flaiano, Alfonso Gatto, Tonino Guerra, Claudio Magris, Luigi Meneghello, Eugenio Montale, Indro Montanelli, Salvatore Quasimodo, Mario Rigoni Stern, Amelia Rosselli, Umberto Saba et Roberto Sanesi.
La tradition des bibliothèques de Pavie trouve ses origines dans la bibliothèque Visconteo Sforzesca, créée dans la seconde moitié du XIVe siècle par Jean Galéas Visconti dans le château Visconti, où étaient conservés les précieux manuscrits enluminés des ducs de Milan. En 1499, avec la chute de Ludovico Sforza, le roi de France Louis XII prit la plupart des manuscrits du château et ils sont maintenant conservés à la Bibliothèque Nationale de France à Paris. Des près d'un millier de manuscrits qui composaient la bibliothèque, il ne restait qu'un seul codex à Pavie : I Trionfi di Francesco Petrarca conservé à la Biblioteca Universitaria.

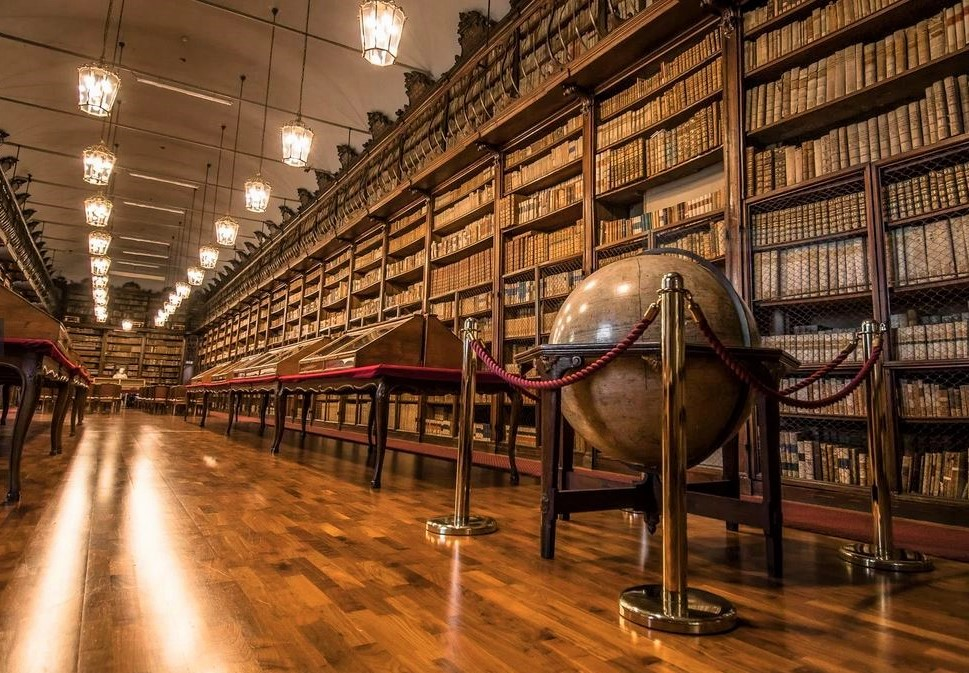
Biblioteca Universitaria, le salon conçu par Giuseppe Piermarini, 1771.

Dans la seconde moitié du XVIe siècle, trois bibliothèques historiques voient le jour dans la ville : celle du Séminaire épiscopal et les bibliothèques des collèges Borromeo et Ghislieri, fondés respectivement par Charles Borromée et le pape Pie V. pour permettre l'accès à l'université (alors la seule de tout le duché de Milan) à des jeunes prometteurs, mais avec des ressources économiques rares.
En 1754, par la volonté de l'impératrice Marie-Thérèse, est créée la Biblioteca Universitaria, la plus importante en matière de patrimoine littéraire de la ville, qui conserve également 1 404 manuscrits, 702 incunables, 1 153 parchemins (de 1103 à 1787), les 3 592 anciens estampes et 1 287 cartes géographiques anciennes.
En 1887, la Biblioteca Civica Carlo Bonetta a été créée, le siège principal du système de bibliothèques de la ville qui est divisé en huit points de prêt et de lecture répartis uniformément sur l'ensemble du territoire municipal. Parmi les bibliothèques universitaires, il convient de mentionner la Bibliothèque d'études humanistes, née de la fusion de plusieurs bibliothèques des facultés humanistes de l'université, telles que celle d'archéologie (construite en 1819), la Bibliothèque des sciences et de la technologie, où la bibliothèque a également fusionné du jardin botanique (créé en 1773), la bibliothèque de droit (1880), la bibliothèque scientifique, qui abrite également les volumes de la société médicale et chirurgicale de Pavie (fondée par Camillo Golgi en 1885), la bibliothèque de zone Medica Adolfo Ferrata, la bibliothèque de sciences politiques (construite en 1925), la bibliothèque d'économie et la bibliothèque du Collège Giasone del Maino (née en 2000).

### Gastronomie
Capitale d'une province en forme de grappe de raisin, telle qu'elle a été définie par Gianni Brera, ce sont de nombreux fruits que cette terre offre et qui sont à l'origine de divers plats locaux. La richesse des sources et des cours d'eau ont fait de Pavie, et de son territoire, l'un des principaux centres italiens de production de riz, ce n'est donc pas un hasard s'il existe de nombreuses recettes qui permettent de découvrir les mille visages de cette céréale. comme le risotto chartreux, selon la légende créée par les moines de la chartreuse de Pavie, à base d'écrevisses, de carottes et d'oignons, le risotto aux haricots oculaires ou celui à la saucisse et bonarda et risotto au houblon commun (ürtis en dialecte pavese).

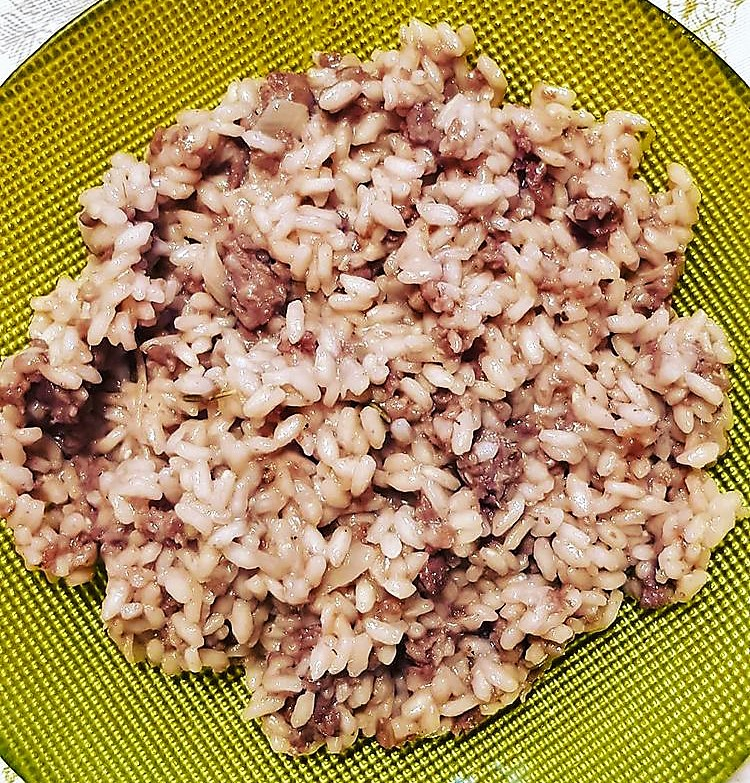
Risotto à la saucisse et Bonarda.

Parmi les premiers plats, outre le riz, se distingue également la soupe pavese, créée, selon la tradition, par une paysanne avec les quelques ingrédients à sa disposition (bouillon, œufs et fromage) pour nourrir le roi de France François Ier après la désastreuse défaite aux portes de la ville.
Parmi les seconds plats, il convient de mentionner le ragò alla pavese, une variante locale de la plus célèbre cassoeula, plus légère parce qu'elle est cuite uniquement avec des côtes de porc, le ragoût alla pavese, la büseca (tripes de veau alla pavese), les os à moelle aux petits pois (os büš cum i erbion) et oiseaux échappés (üslin scapà) tranches de veau farcies au lard et à la sauge. Selon la tradition locale, la viande, surtout bouillie, est accompagnée de deux types de sauces : la peverata (déjà mentionnée par Opicinus de Canistris au XIVe siècle à base de poivrons, de céleri, d'anchois et d'œufs, et le bagnet verd, préparé avec du persil, des anchois, de l'ail et des câpres. Outre les plats de viande, la cuisine de Pavie se caractérise également par de nombreux plats de poisson d'eau douce, comme l'anguille alla borghigiana (qui tire son nom de l'ancien faubourg de la ville de l'autre côté du Tessin, après le pont couvert), la truite au vin blanc et omelette à l'ablette, sans oublier les grenouilles, insérées dans un risotto ou servies en civet, et les escargots, mijotés aux cèpes.

San Sirini.

Parmi les desserts, outre le célèbre gâteau du paradis, la tourte à la citrouille (turtâ d'sücâ), les San Sirini, petits gâteaux ronds à base de génoise, abondamment imbibés de rhum et recouverts de chocolat noir, produits dans le semaines autour du 9 décembre, jour de la Saint Syrus, et des sfâsö, galettes typiques cuites au carnaval.
De toute évidence, chaque plat doit être accompagné de vins de l'Oltrepò Pavese voisin. Enfin, bien qu'il s'agisse d'un dessert typiquement milanais, l'attestation la plus ancienne et la plus certaine du panettone se trouve dans un registre des dépenses du collège Borromée de Pavie en 1599 : le 23 décembre de cette année-là dans la liste des cours prévus pour le déjeuner frais de Noël, apparaissent également pour 5 livres de beurre, 2 de raisins secs et 3 onces d'épices donnés au boulanger pour faire 13 « pains » à donner aux étudiants le jour de Noël.

## Parcs et jardins
La municipalité de Pavie fait partie du Parc naturel lombard de la vallée du Tessin et préserve deux forêts (réserve naturelle intégrale Bosco Siro Negri et Réserve naturelle Bosco Grande) qu'ils nous montrent l'état d'origine de la nature de la vallée du Pô avant l'arrivée des Romains, avant l'établissement humain. Au nord et à l'est de la ville, un petit ruisseau, provenant de sources, la Vernavola, donne naissance à une vallée profonde, échappée à l'urbanisation, qui abrite le parc de Vernavola, tandis qu'à l'ouest, l'anneau vert autour de Pavie est fermé par le parc Sora. 9% de la surface de la commune de Pavie est occupée par des espaces naturels, des parcs ou des jardins (environ 594 hectares, 1467 acres, dont 312 sont couverts de feuillus).
- Parc Vernavola : grand parc, héritier du parc Visconti, avec une extension de 35 hectares situé au nord de la ville. La bataille de Pavie en 1525 se déroule dans le parc. Parc naturel de la vallée du Tessin : parc régional situé le long des rives du fleuve Tessin, du lac Majeur au Pô. Il forme une ceinture verte autour de la ville[67].

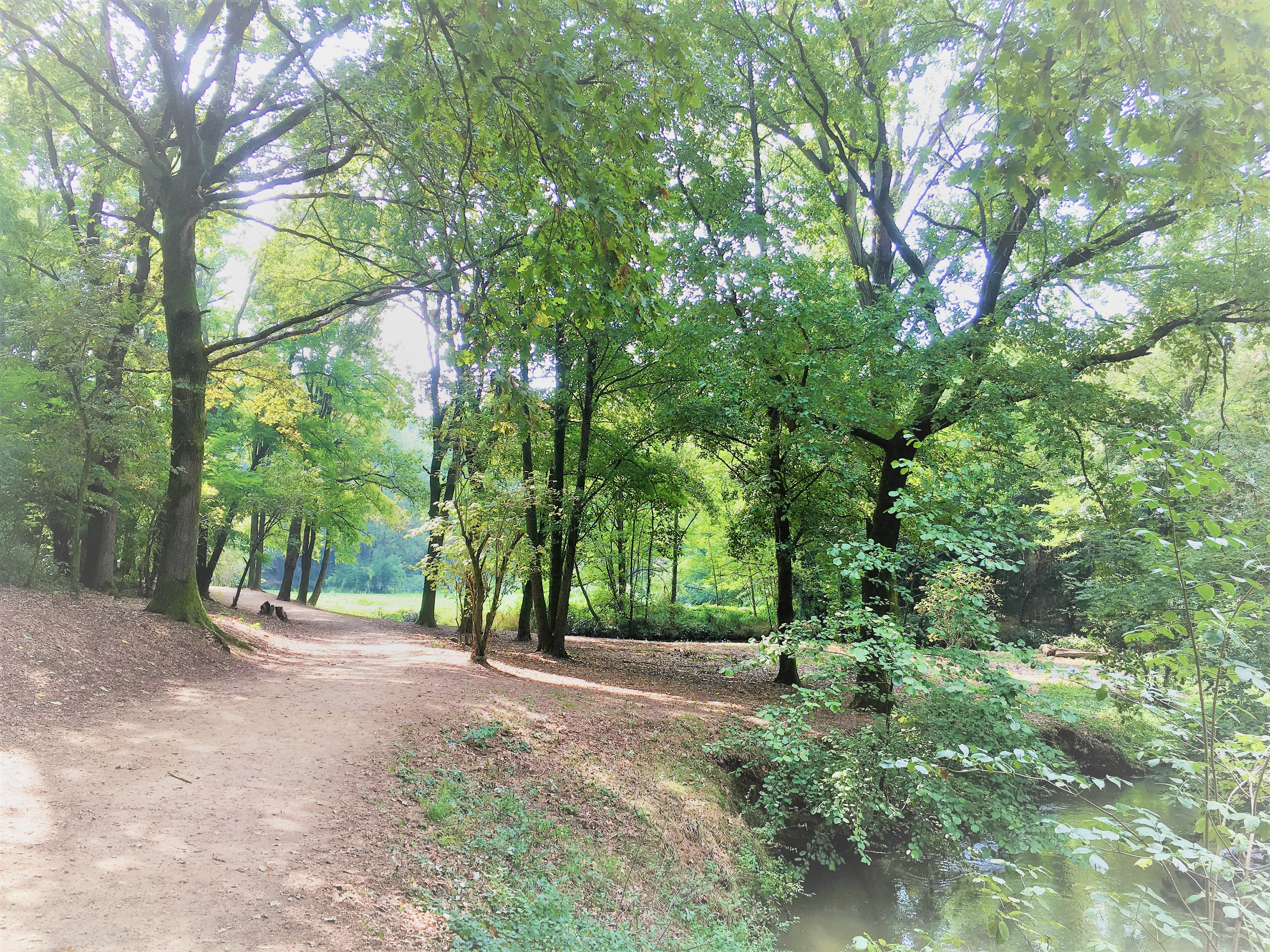
Parc Vernavola.

- Réserve naturelle du Bosco Grande : le Bosco Grande couvre une superficie d'environ 22 hectares (correspondant à environ 54,34 acres) au sud-ouest de Pavie, il représente l'un des derniers vestiges de cette forêt de plaine qui couvrait autrefois entièrement la vallée du Pô et de dont un témoignage important reste dans le parc naturel de la vallée du Tessin[68].
- Réserve naturelle intégrale Bosco Siro Negri : la réserve est une petite bande de la vallée du Pô qui a été donnée à l'université de Pavie en 1967 par Giuseppe Negri, marchand de bois et grand amoureux de la nature. La réserve est située près du Tessin, à quelques kilomètres du centre de Pavie. La forêt nous montre l'état d'origine de la nature avant l'arrivée des Romains, avant l'établissement humain. La réserve couvre une superficie de 34 hectares, correspondant à environ 84 acres[69].

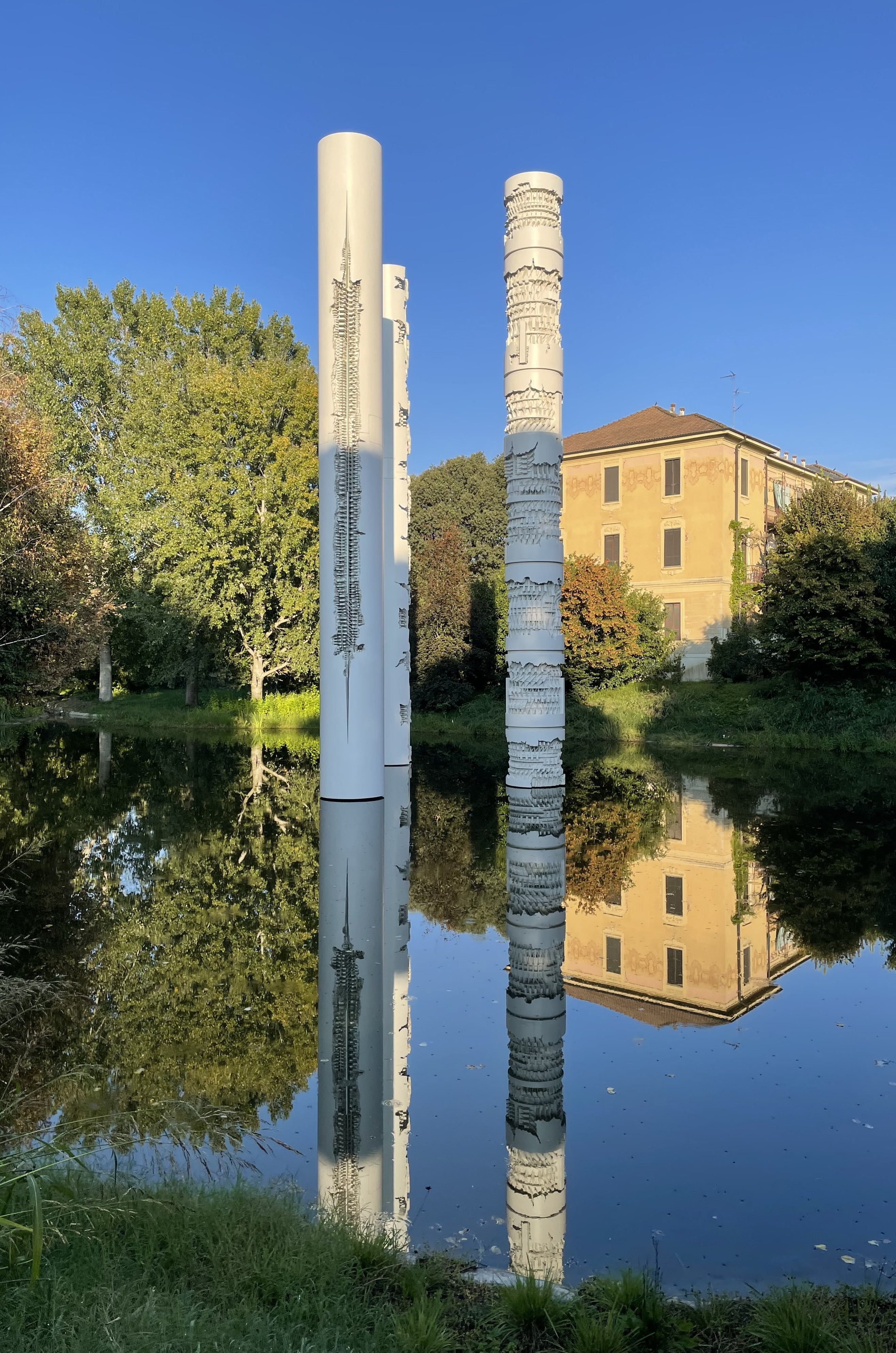
Arnaldo Pomodoro, Triade, 1979, Horti Borromaici.

- Arnaldo Pomodoro, Triade, 1979, Horti Borromaici.Parc Sora : le long du Tessin, au nord-ouest, près de l'église de San Lanfranco se trouve le parc Sora, qui s'étend sur environ 40 hectares, à l'intérieur duquel se trouvent plusieurs micro-environnements à haute valeur environnementale[67].
- Horti Borromaici : Les Horti sont un vaste parc urbain, d'une superficie d'environ 3,5 hectares, situé dans le centre historique de Pavie, entre le Collegio Borromeo (qui en est propriétaire) et le Tessin, où l'habitat naturel rencontre l'art contemporain, la connaissance et l'inclusion sociale. Le parc comprend une vaste zone naturaliste, où plus de 3 000 arbres et arbustes indigènes ont été plantés, et une zone d'exposition en plein air d'art contemporain, où des œuvres de : Arnaldo Pomodoro, Nicola Carrino, Gianfranco Pardi, Luigi Mainolfi, Mauro Staccioli, Salvatore Cuschera, Marco Lodola, Ivan Tresoldi et David Tremlett[70].
- Jardins Malaspina : jardins publics dans le centre historique de la ville (Piazza Petrarca), créés, entre 1838 et 1840, par le marquis Luigi Malaspina comme jardin anglais de son palais et lieu de concerts et d'événements culturels et conservent un petit temple et quelques sculptures néoclassiques[71].
- Jardin botanique de l'université de Pavie : créé en 1773, il s'étend sur 2 hectares. Il est principalement organisé en collections vivantes de plantes telles que roseraie, théière, serre à orchidées, serre tropicale, serre à plantes utilitaires (conçue en 1776 par Giuseppe Piermarini), arboretum, platanes, parterres de plantes indigènes de la plaine lombarde, collections vivantes de graines et collections de dessication[72].

## Administration
| Période                                  | Période      | Identité            | Étiquette               | Qualité |
| ---------------------------------------- | ------------ | ------------------- | ----------------------- | ------- |
| 18 avril 2005                            | 9 juin 2009  | Piera Capitelli     | Parti démocrate         |         |
| 9 juin 2009                              | 10 juin 2014 | Alessandro Cattaneo | Le Peuple de la liberté |         |
| 10 juin 2014                             | 2 avril 2019 | Massimo Depaoli     | Parti démocrate         |         |
| 2019                                     | 10 Juin 2024 | Fabrizio Fracassi   | Ligue du nord           |         |
| 10 Juin 2024                             | En cours     | Michele Lissia      | Parti démocrate         |         |
| Les données manquantes sont à compléter. |              |                     |                         |         |

### Évolution démographique
Habitants recensés

## Économie

### Agriculture

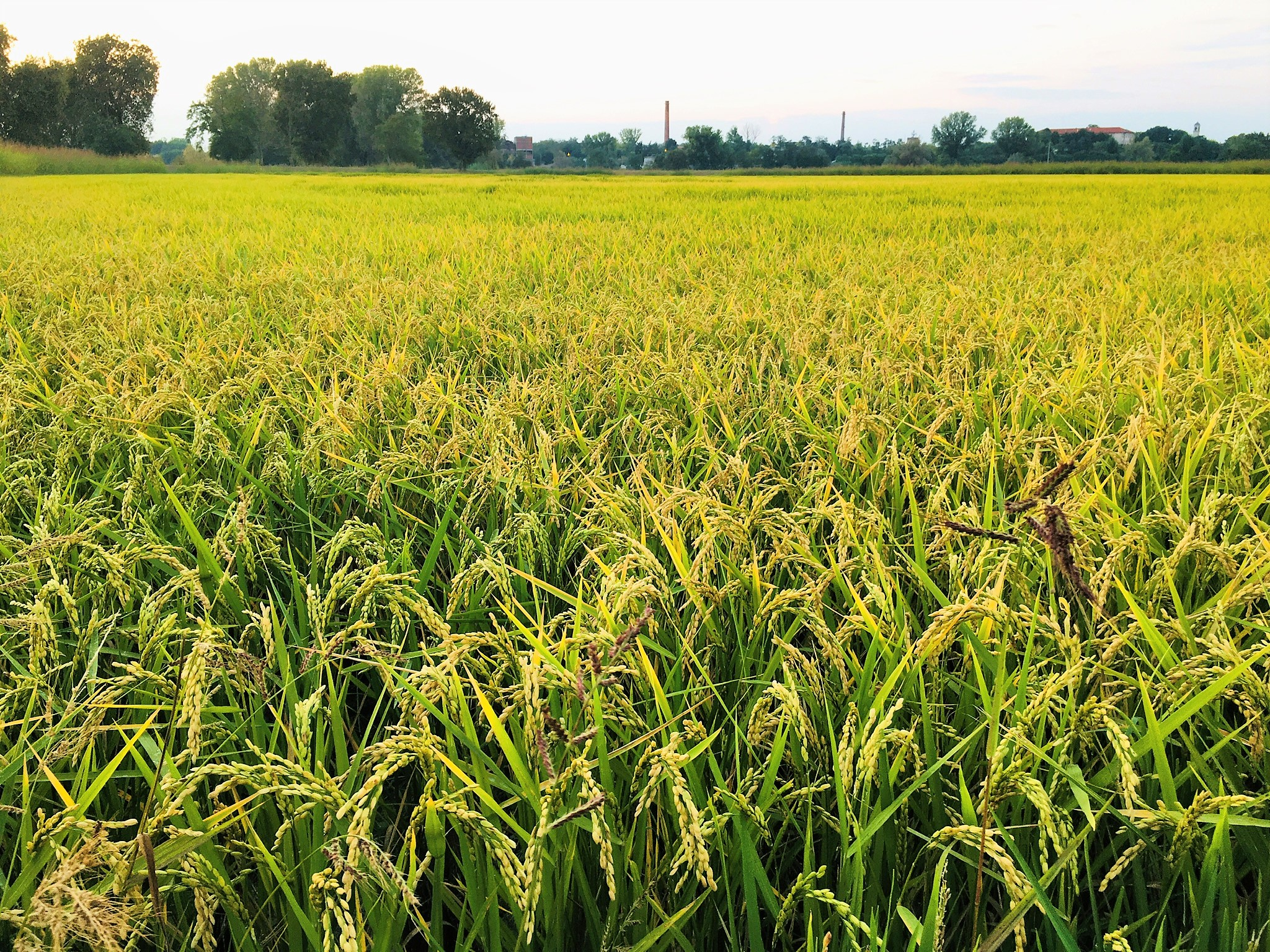
Une rizière dans la commune de Pavie.

Le 63,3 % de la surface de la commune de Pavie (environ 4 000 hectares) est destinée à l'agriculture et en particulier à la culture du riz (environ 2 400 hectares), qui s'est répandue, à partir du XVe siècle, principalement dans les terres marécageuses jusqu'à ce qu'elle devienne, surtout à partir du XVIIIe siècle, la culture principale. Les grandes quantités d'eau nécessaires pour le riz ont fait qu'au cours des siècles, un réseau d'irrigation dense a été conçu et construit qui caractérise encore aujourd'hui le paysage de la campagne de Pavie. Il convient également de noter que la ville est la capitale de la province italienne avec la plus grande production de riz du pays: plus de 84 000 hectares du sol provincial sont destinés aux rizières, la province de Pavie produit à elle seule plus de riz chaque année que l'ensemble d'Espagne. Les autres cultures présentes sur le territoire communal sont celles du maïs et du blé (1 376 hectares), les peupleraies (636 hectares), tandis que des surfaces très limitées sont utilisées pour les prairies (158 hectares), les vergers et les potagers (29 ou 30 hectares). Toujours sur le territoire de la commune de Pavie, il existe encore une cinquantaine de fermes (fermes) pour l'activité agricole, dont 18 accueillent des fermes bovines, où sont élevés environ 820 animaux.

### Industrie
La ville connaît un fort développement industriel à partir des années 1880, à tel point qu'elle accueille également des établissements d'importance nationale, comme Necchi ou la première grande usine italienne de soie artificielle et de tissus synthétiques, la Snia Viscosa, construite en 1905. En 1951, près de 27 % de la main-d'œuvre de Pavie était employée dans le secteur industriel. À partir des années 1970 du XXe siècle, la ville a subi une désindustrialisation soudaine qui a entraîné la fermeture de nombreuses entreprises, notamment celles des secteurs chimique et mécanique, tandis que celles liées au secteur alimentaire, telles que Riso Scotti, les sociétés pharmaceutiques et liées à la chaîne d'approvisionnement des emballages.[Quoi ?]

## Personnalités
- Martin de Tours (IVe siècle), élevé à Pavie, où son père était militaire, il fut enrôlé dans l’armée romaine à quinze ans, et parcourut une grande partie de l’Empire romain d’Occident.
- Épiphane de Pavie (439–496), évêque et homme d'État.
- Liutprand de Crémone (920–982), historien, diplomate et évêque de Crémone.
- Jean XIV (984), pape.
- Lanfranc (1010–1089), abbé et archevêque de Cantorbéry.
- Bernard de Pavie (1177–1213), canoniste et évêque de Faenza et de Pavie.
- Frédéric V de Souabe (1164–1170), duc de Souabe.
- Philippe de Souabe (1177–1208), membre de la maison noble des Staufen, fut roi des Romains de 1198 jusqu’à son assassinat en 1208.
- Ardengo Trotti (*–1247), évêque catholique italien, évêque de Florence de 1231 à 1247.
- Tesauro Beccaria (*–1258), dix-septième abbé général des Vallombrosains.
- Guido da Vigevano (1280–1350), médecin et inventeur.
- Opicinus de Canistris (1296–vers 1353), clerc à la cour de Rome à Avignon, célèbre pour les cartes moralisatrices qu’il a réalisées.
- Violante Visconti (1354–1386), noble dame.
- Valentine Visconti (1366–1408), comtesse de Vertus et duchesse d’Orléans.
- Pier Candido Decembrio (1399–1477), humaniste de la Renaissance.
- Cristoforo Mantegazza (vers 1429–1481), sculpteur de la Renaissance.
- Antonio Mantegazza (vers 1440–1495), sculpteur de la Renaissance.
- Giovanni Antonio Amadeo (1447–1522), sculpteur, ingénieur et architecte.
- Bernardino Lunati (vers 1451–1497), cardinal de l’Église romaine.
- Benedetto Briosco (1460-1517), sculpteur de la Renaissance.
- Lorenzo Fasolo (1463–1518), peintre.
- Blanche-Marie Sforza (1472–1510), reine d’Allemagne et d’Italie, et impératrice du Saint-Empire romain.
- Belbello da Pavia (1509), miniaturiste et peintre italien.
- Baldino da Surso (mort en 1478).
- Pier Francesco Sacchi (actif entre 1512 et 1520), peintre.
- Jérôme Cardan (1501–1576), médecin et mathématicien.
- Vincenzo degli Azani (décédé le 16 juillet 1557), peintre.
- Girolamo Bossi (1588-1646),  érudit et philologue.
- Caterina Assandra (1590–1618), bénédictine et compositrice baroque.
- Francesco Corbetta (1615–1681), guitariste et compositeur.
- Carlo Alessandro Guidi (1650-1712), poète et dramaturge.
- Baldassarre Oltrocchi (1714-1797), religieux, érudit, philologue et bibliographe.
- Lazzaro Spallanzani (1729-1799), biologiste, directeur de musée.
- Giovanni Provera (1736–1804), a servi dans l’armée des Habsbourg.
- Carlo Bellisomi (1736-1808), cardinal de l’Église romaine.
- Alessandro Rolla (1757–1841), violoniste et compositeur.
- Luigi Valentino Brugnatelli (1761-1818), médecin et chimiste.
- Valeriano Luigi Brera (1772-1840),  médecin et pathologist.
- Mauro Ruscóni (1776–1849), médecin et zoologiste
- Luigi Porta (1800–1875), chirurgien et professeur.
- Paolo Gorini (1813–1881), mathématicien, professeur, scientifique et homme politique.
- Cherubino Cornienti (1816-1880), peintre.
- Gaetano Fraschini (1817–1887), chanteur d’opéra (ténor).
- Gaetano Sacchi (1824–1886), homme politique et militaire sous Giuseppe Garibaldi.
- Benedetto Cairoli (1825–1889), deux fois chef du gouvernement.
- Luigi Castellazzo (1827-1890), officier et un politique.
- Luigi Cremona (1830–1903), mathématicien, statique et homme politique.
- Felice Casorati (1835–1890), mathématicien.
- Tranquillo Cremona (1837–1878), peintre.
- Edoardo Bassini (1844–1924), chirurgien.
- Pietro Pavesi (1844–1907), professeur de zoologie.
- Ezechiele Acerbi (1850-1920), peintre.
- Pietro Romualdo Pirotta (1853–1936), professeur de botanique.
- Cesare Mori (1871-1942), militaire, fonctionnaire, policier et homme politique italien.
- Gina Lombroso (1872–1944), écrivaine.
- Luigi Brusotti (1877-1959), mathématicien.
- Arturo Riccardi (1878–1966), amiral.
- Angelo Belloni (1882-1957), sous-marinier.
- Claudia Muzio (1889–1936), cantatrice d’opéra.
- Camillo Giardina (1907–1985), historien du droit et homme politique.
- Bianca Ambrosetti (1914-1928), gymnaste artistique italienne.
- Mario Albertini (1919–1997), philosophe et homme politique.
- Carlo Maria Cipolla (1922–2000), historien économique et écrivain.
- Angela Vinay (1922-1990), bibliothécaire
- Sergio Bardotti (1939-2007), auteur-compositeur-interprète et parolier italien
- Drupi (* 1947), chanteur (pop et rock).
- Max Pezzali (1967), chanteur-compositeur.
- Giovanni Lombardi (1969-), coureur cycliste, champion olympique.

## Jumelages
- Besançon (France) depuis 1964
- Bethléem (Palestine)